# Jurij Alekszejevics Gagarin

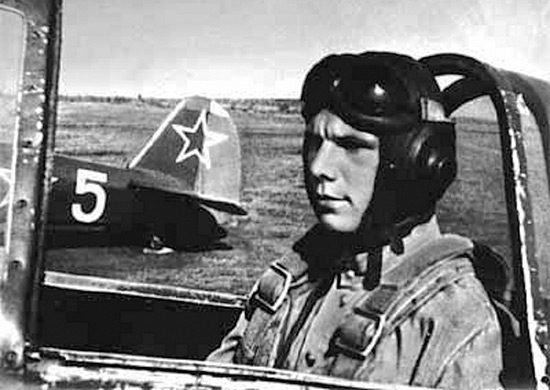
Gagarin repülő növendékként Szaratovban 1954-ben

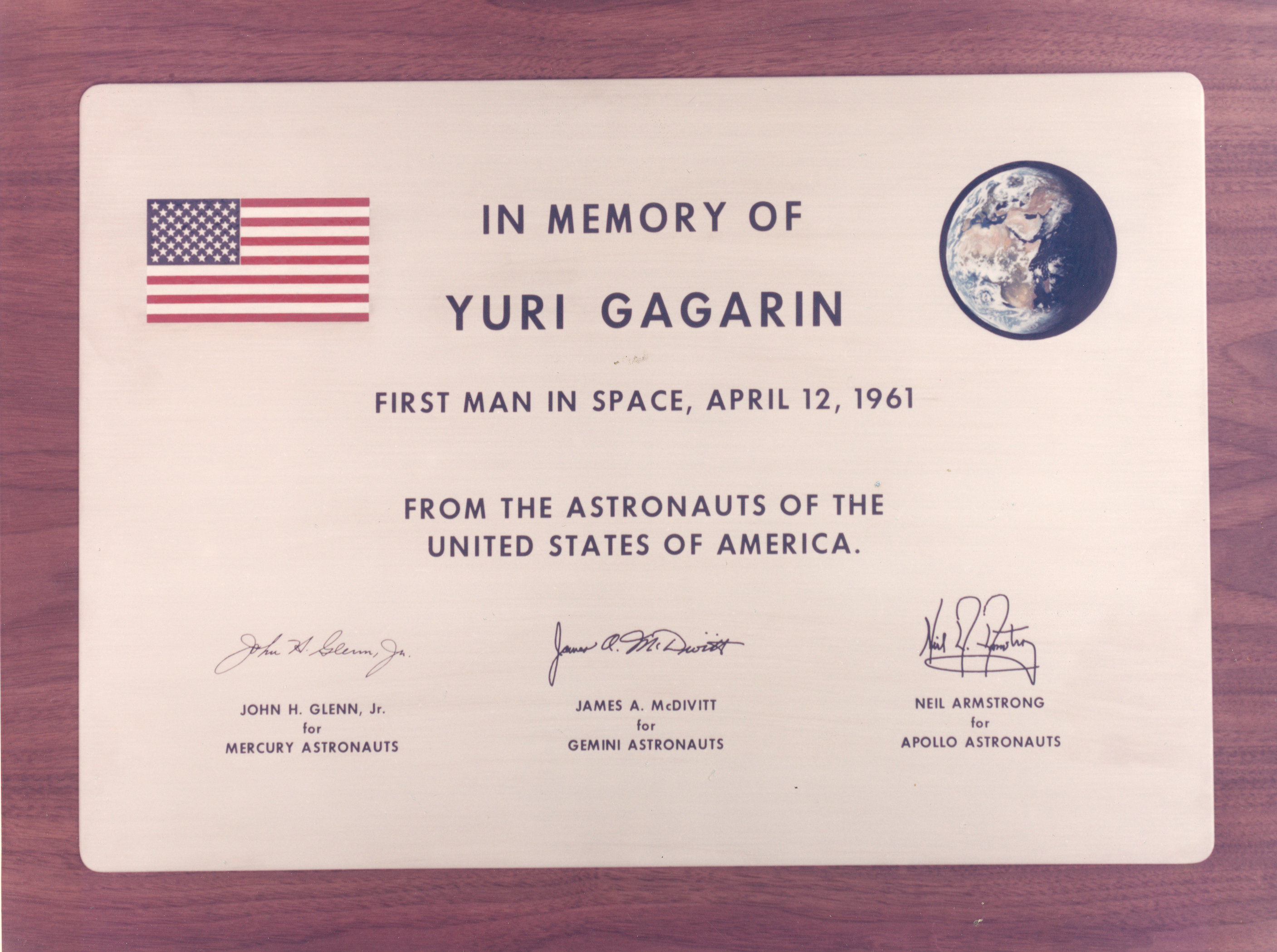
NASA emléklap Gagarin űrrepülésének 10. évfordulójára John Glenn, James McDivitt és Neil Armstrong űrhajósok aláírásával

Jurij Alekszejevics Gagarin (oroszul: Юрий Алексеевич Гагарин; Klusino, 1934. március 9. – Novoszjolovo közelében Kirzsacsi járás, 1968. március 27.) orosz származású szovjet űrhajós, az első ember a világűrben – a Vosztok–1 űrhajóval indult 1961. április 12-én, Bajkonurból Föld körüli egyfordulatos útjára. Ezzel az emberes űrrepülések terén is megelőzték a szovjetek az amerikaiakat.
A világ első űrhajósa a Szovjetunióban, Klusinóban született egy parasztcsalád négy gyermeke közül harmadikként. Gyermekként megszenvedte a második világháború német megszállását; két testvérét is elhurcolták a betörő náci csapatok. Később, a középiskolában öntödei munkásnak tanult, előbb a közeli Gzsatszk városában, később Moszkvában. Iskolai tanulmányai során lépett be az akkori kommunista ifjúsági szervezetbe, a Komszomolba, majd ezt követően egy szaratovi repülőklubba, ahol Jak–18-ason tanult először repülni. Repülőtanulmányai miatt, amikor sorkatonai szolgálata megkezdődött, Cskalov városba, repülőkiképzésre vezényelték. 1957-ben pilótavizsgát tett MiG–15 repülőgépen és hadnagyi rendfokozattal tényleges szolgálatra vezényelték a luosztari katonai bázisra a Murmanszki területre.
1959 nyarán a Szergej Koroljov által összeállított követelményrendszer alapján a pilóták között a hadsereg elindított egy szelekciós folyamatot leendő űrhajósjelöltek kiválasztására. A végső cél hat jelölt kiválasztása volt, akik majd a Szovjetunió leendő Vosztok-programjában űrrepülést végezhetnek. A válogatást a Központi Katonai Repüléskutató Kórházban végezték, amelynek során előbb 154 főre, majd 20 főre csökkent a kiválasztottak köre. Ez a csoport később a hodinkai bázisra költözött, és ott fizikai gyakorlatokkal rostálták tovább a jelöltek körét, amely végül 6 főre csökkent. Ők lettek a Szovjetunió első űrhajós-jelöltjei, köztük Jurij Gagarinnal. A hat űrhajós kiképzése haladt tovább, miközben Koroljov, illetve a programot irányító és a csoportot átvevő Kamanyin altábornagy folyamatosan figyelte a jelöltek teljesítményét. Különböző tesztek elvégzése után és különböző szempontok szerint értékelve 1961. április 3-án, kilenc nappal a tervezett első Vosztok repülés előtt Kamanyin javaslatára Jurij Gagarint választották ki – German Tyitov tartalék jelölése mellett – az első repülésre.
1961. április 12-én, helyi idő szerint reggel 9:07-kor a Vosztok–1 űrhajó a katonai R–7 „Szemjorka” interkontinentális ballisztikus rakétából átalakított Vosztok–K rakétával elstartolt a tyuratami Bajkonur Űrközpontból, majd röviddel később Föld körüli pályára állt utasával, Jurij Gagarinnal. Az űrhajósnak csak annyi teendője volt, hogy rádión végig jelentette a saját állapotát, valamint az űrhajója működésének paramétereit, amelyek rendben voltak a negatív várakozások ellenére. Az űrhajó irányítása automatikusan zajlott, emberi beavatkozásra nem volt szükség. A szovjet tudósok nem tudhatták előre, mi fog történni az űrhajóssal, így azzal számoltak, hogy képtelen lesz bármilyen művelet elvégzésére. Ezért az űrhajónak automatikusan kellett működnie és végrehajtania a küldetést.
A TASZSZ szovjet hírügynökség csak a sikeres startot követően hozta nyilvánosságra a világ előtt a sikeres start tényét és jelentette be, hogy a világ első embert szállító űrhajója, Jurij Gagarinnal a fedélzetén Föld körüli pályára állt a világűrben. Jurij Gagarin a Kedr (Cédrus) rádió hívójelet használta a repülése alatt. Az űrhajó 108 perces keringése során egyetlen Föld körüli fordulatot tett, és a szovjetunióbeli Szaratov közelében szállt le. A szovjet titkolózás miatt csak sokára derült fény arra, hogy ezzel 400 km híján nem volt meg a teljes fordulat, és az űrhajós sem a FAI nemzetközi repülési rekordokat nyilvántartó szervezet szabályai szerint teljesítette azt.
A repülést követően Gagarin hazai és nemzetközi diadalútra indult, és számos kitüntetéssel halmozták el. A világ 30 országát látogatta meg, köztük hazánkat is, népszerűsítve az űrrepülés ügyét és hazáját, a Szovjetuniót. Később már nem hajtott végre több űrrepülést, bár néhány évvel az első repülését követően ismét űrhajós kiképzésben részesítették, az új, Szojuz űrhajó közelgő repüléseire, illetve a szovjet holdprogram feladatainak teljesítéséhez. A kiképzés közben, egy MiG–15 UTI repülőgépen felszállva, 1968. március 27-én repülőbalesetet szenvedett, melynek során gépparancsnokával együtt lezuhant, és meghalt.

## Ifjúkora
Jurij Gagarin 1934. március 9-én született a Moszkvától nyugatra fekvő Klusino faluban, Gzsatszk város közelében (mely utóbbit 1968-ban tiszteletére Gagarin névre neveztek át). Szülei egy kolhozban dolgoztak, édesapja, Alekszej Ivanovics Gagarin ácsként, édesanyja Anna Tyimofejevna Gagarina pedig a tejüzem dolgozójaként. Jurij a család harmadik gyermeke volt, bátyja, Valentyin 1924-ben, nővére Zoja 1927-ben született, és míg bátyja Gagarin születésének idején már szüleinek segített a munkában, nővérére hárult a feladat, hogy vigyázzon öccsére és az 1936-ban született legkisebb testvérre, Boriszra.
A kisfiú 1941. szeptember 1-jén elkezdte általános iskolai tanulmányait, amelyet azonban félbeszakított a hitleri Németország csapatainak második világháborús inváziója a náci Barbarossa terv keretében, ahogy Moszkva elfoglalására vonult fel a német haderő. Gagarin faluját 1941 novemberében szállták meg a német csapatok, így a tanulmányai megszakadtak. A család otthonát a németek lefoglalták, és műhelyt alakítottak ki benne, a családfő a kertjükben egy földbe vájt putrit épített, ahol nagyjából 3 x 3 méteren volt kénytelen élni a hattagú család még másfél évig, amikor 1943. április 9-én a Vörös Hadsereg fel nem szabadította a települést. Időközben bátyját, Valentyint és nővérét Zoját a németek kényszermunkára hurcolták német és lengyel területen fekvő koncentrációs táborokba, ahonnan csak 1945-ben, a háború után térhettek haza. Szörnyű háborús élménye volt, hogy öccsét, egy a házuknál dolgozó német a sáljánál fogva felakasztotta az almafára. Jura az édesanyjához szaladt, aki időben kioldozta a sálon a csomót, a gyermek így életben maradt. Gagarin számára a felszabadulást követően újraindult az iskolai oktatás, ahol a tanárai intelligens és szorgalmas tanulóként jellemezték, aki különösen matematikából és fizikából tűnt ki.
1945. május 24-én a család beköltözött Gzsatszk városába, ahol Gagarin továbbtanult, és 1949-ig a hatodik osztály befejezéséig jutott. A szülei azt szerették volna, ha befejezi a hetedik osztállyal az iskolát szülőhelyén, de Gagarin Moszkvában szeretett volna tanulni. Akkoriban a közlekedési nehézségek miatt nem volt könnyű eljutni a fővárosba, és Gagarin le is késte a felvételit, mire oda tudott utazni, és csak szeptember 30-án tudott nagybátyja, Szavelij Ivanovics Gagarin közbenjárására felvételt nyerni a 10. számú ljuberci szakiskolába, ahol öntő-formázónak tanult. Iskolai tanulmányaival egyidőben Gagarin belépett a kommunista ifjúsági szervezetbe, a Komszomolba. 1951 májusában, esti tagozaton, sikerrel végezte el a hetedik, záróosztályt, majd júniusban szintén sikeres érettségit tett.
1951 augusztusában Gagarin át lett irányítva a Szaratovi Ipari Technikum öntödei osztályába, ahol öntőtechnikusnak képezték ki. Az iskolában jó testnevelési eredményeinek köszönhetően a Munkaügyi Tartalékok nevű sportegyesület titkára is lett. 1954. október 25-én belépett a Szovjetunió szaratovi DOSZAAF (Önkéntes Közösség a Hadsereg, a Repülés és a Flotta Támogatására) repülő klubjába, ahol elkezdett repülőleckéket is venni, majd letette a könnyűgépes pilótavizsgát. 1955 sikeres év volt a növendék számára: tanulmányait kitüntetéssel végezte, míg a repülőklubban egyedül önállóan repülhetett ki egy Jak–18 repülőgéppel. Repülőklubbeli tagsága során 196 repülést hajtott végre, 42 óra 23 percet repülve.

### Belépése a haditengerészeti légierőbe
Tanulmányai és repülővizsgái után még 1955-ben Gagarint besorozták a szovjet hadseregbe, ahol repülő előképzettsége miatt Cskalov városába (ma és korábban Orenburg) küldték, az ottani, Vorosilov marsallról elnevezett 1-es számú katonai pilótaiskolába. Egy neves oktatónál tanult, és hamarosan tanulmányi eredményei alapján kinevezték a parancsnok szárnysegédjének. Iskolai előmenetele kiváló volt, bár a legendárium szerint társaival verekedésig fajult konfliktusai támadtak, amelynek nyomán kórházba is került. A kiváló tanulmányi eredmények ellenére a repülésben kezdetben nem volt sikeres, a gyakorló repülések leszállásait rendre elhibázta. Olyannyira, hogy az iskola el is kívánta tanácsolni. A döntés előtt (amely ellen Gagarin könyörgött, hogy vonják vissza) az iskola igazgatója azt a mentő ötletet találta ki, hogy Gagarin kis termete (összesen 157 cm magas volt) miatt tegyenek egy magasító párnát az ülésébe, hogy más rálátási szöge legyen a repülés során. Az ötlet bevált, onnantól Gagarin jól teljesítette a leszállásokat is.
1957. október 25-én Gagarin letette a pilótavizsgát a MiG–15-re, és kitüntetéssel diplomázott a repülőiskolán. A végzett pilótát a Murmanszki terület luosztari bázisára vezényelték az Északi Flotta 122. Vadászrepülő Hadosztályának kötelékébe tartozó 769. Vadászrepülő Ezredhez, amely MiG-15 gépeket üzemeltetett.

## Űrrepülése

### Az űrhajóscsoport válogatása
A szovjet űrprogram 1959 nyarán jutott el oda, hogy az emberrel végrehajtott repüléshez magát a repülést majdan végrehajtó űrhajóst (vagy űrhajósokat) elkezdjék keresni. A Szergej Koroljov által összeállított követelményrendszer alapján a Szovjet Légierő pilótái közül kerestek 25–30 év közötti, 175 cm-nél nem magasabb (optimálisan 170–175 cm közötti), maximum 70–72 kg-os testsúlyú, kiváló egészségi és mentális állapotban levő pilótákat.
Több mint 3000 pilóta kartonjának átvizsgálásával kezdődött a szelekció, majd a kiválasztottak számára több fordulóban zajlott le a pszichológiai és fizikai teszteket egyaránt tartalmazó válogatás 1959 nyarán, amelyek végén 20 jelölt léphetett tovább a következő kiválasztási fordulóba. A végleges szelekciót a moszkvai Központi Repülő Tudományos Kutató Kórházban végezték 1959. október 3-i kezdettel, amelyben újabb pszichológiai és fizikai próbáknak (Bárány-féle forgószékes vizsgálatoknak, alacsony nyomású kamrának, centrifuga tesztnek) vetették alá a kutatók a pilótákat. 1960. január 11-én Konsztantyin Versinyin marsall megalapította a Frunze Katonai Akadémián az Űrhajós Kiképző Központot. A 20 fős jelöltcsoport további próbái itt folytatódtak a költözés után, amelyek során előbb 12, aztán 8, majd 6 fősre szűkült a jelöltek köre. A lezajlott válogatás során 6 jelölt került kiválasztásra. A végső hat fő kiválasztása 1960. május 30-án történt meg. Egy hónappal később a jelöltek az újonnan létrehozott Csillagvárosba költöztek át, ahol a kiképzésük 1960. június 29-én megkezdődhetett. Később, a kiképzés ideje alatt egy baleset okozta haláleset és egy másik baleset okozta sérülés miatt még két helyen változott a jelöltlista, amely végül a következőképpen állt össze: Jurij Gagarin, Valerij Bikovszkij, Andrijan Nyikolajev, Pavel Popovics, German Tyitov, Grigorij Nyeljubov. Közülük kerülhetett ki később a világ első űrhajósa. Az amerikai és az orosz kiválasztási rendszer egyik lényeges különbsége, hogy míg a kiválasztott amerikai jelöltek neve nyilvánosan ismert volt, addig az orosz jelöltek nevét titkosan kezelték, és csak akkor közölték az adott űrhajós nevét, amikor már a világűrben járt. Sokak neve csak a Szovjetunió összeomlása után került nyilvánosságra.
A húszfős kiválasztási körben már nemcsak fizikai és pszichológiai, hanem politikai szempontok is érvényesültek:
- A szovjet kormány (és elsősorban Hruscsov) kifejezett kívánsága az volt, hogy az első űrhajós 100%-ban „orosz” legyen, vagyis nemcsak mindkét szülőjének, hanem a nagyszüleinek is orosznak kellett lenniük. Ennek a kívánságnak nem felelt meg Popovics, aki ukrán volt, Nyikolajev (csuvas) és Bikovszkij, aki félig ukrán volt. Engedélyezték azonban számukra, hogy a későbbi űrrepülések részesei legyenek, hogy ezzel a „népek barátságát” demonstrálják a Szovjetunión belül.[16]
- Kezdetben úgy tűnt, hogy a 20-as listán szereplő Alekszej Leonov lesz az első űrhajós, mert a feltételeknek maradéktalanul megfelelt, ám kissé nagyobb testalkatú volt a többieknél, ezért Koroljov mást keresett, és ő nem is került be a végső 6 jelölt közé. A végső kiválasztás során két főre szűkült a lehetséges űrhajósok köre: Gagarinra és Tyitovra, igaz esetleges harmadikként esélyes volt még Vlagyimir Komarov is, aki csak kissé volt testesebb náluk.[16]
- Ekkor újabb politikai feltétel szűrte a jelölteket: a leendő űrhajósnak munkás- vagy parasztcsaládból kellett származnia. Ebben Gagariné volt az előny, mert falun született, és mindkét szülője paraszt volt. Tyitov is falun született, de apja falusi tanító volt, vagyis „értelmiségi”, Komarov pedig szintén értelmiségi családból származott, akik ráadásul városban éltek (ő maga pedig mérnök volt).[16][17]

A történelmi jelentőségű kiválasztásra egészen a kiképzés végéig kellett várni. A kiválasztásért felelős irányítók – Szergej Koroljov, a teljes űrprogram irányítója, és Nyikolaj Kamanyin, a személyzeti ügyek felelőse – csak a repülés előtt egy héttel választották ki, és 1961. április 8-án nevezték meg az Állami Bizottság előtt jelöltjüket. Döntésük szerint a világ első űrrepülését Jurij Gagarin hajthatta végre, tartalékaként German Tyitov állt készen, Tyitov tartaléka pedig Grigorij Nyeljubov lett. A kiválasztott Gagarin nem a legjobb volt a tesztekben, ám minden tesztben a legjobbak között volt, a teljesítménye inkább volt egyenletesen magas, mintsem kiemelkedő. Emellett a pillanatnyi fizikai és pszichikai kondíció is Gagarin mellett szólt, így esett a választás rá, Tyitovval szemben.

### Egyéni kiválasztási folyamat
Az első szovjet űrhajósok kiválasztásának folyamata az SZKP Központi Bizottságának 1959. január 5-én kelt 22-10. számú, illetve a Szovjetunió Minisztertanácsának № 569—264 1959 májusi határozataival kezdődött. A két vezető testület felhívta a Légierőt, hogy válasszanak ki és készítsenek elő pilótákat űrrepülési feladatokra. A képzést a Szovjetunió Fegyveres Erőinek Légiereje feladatkörébe utalták, amelynek alapján Konsztantyin Versinyin légügyi főmarsall parancsával megalapították 26266. sz. különleges katonai egységet, amelynek feladatává tette a leendő kozmonauták kiképzését (később ebből az egységből alakult meg a Légierő Kozmonauta Kiképző Központja).
A válogatást a Központi Katonai Repüléskutató Kórház szakemberei valósították meg, amelynek egyik vezetőjét, Jevgenyij Anatoljevics Karpovot kinevezték a kiképző központ élére. Az amerikai Mercury-programhoz hasonlóan a szovjet orvosok is egészségügyi szempontok szerint végezték a rostálást. Akinek gyakori hörghurutja volt, mellkasi fájdalmakat tapasztalt néhanap, hajlamos volt a gyomorhurutra, vagy a vastagbélgyulladásra, azokat mindet eltanácsolták. De fontos volt a testméret is, Koroljov kapszulájában nagy testű űrhajós nem fért volna el. Összesen 3000 jelölttel kezdték meg a kiválasztási folyamatot, amelyből a légierő 154 főre szűkítette a mezőnyt, majd az orvosi vizsgálatok 29 fősre rostálták a csoportot, hogy végül kiválasszanak 12 jelöltet a végső kvalifikációra, amelyet még kiegészített egy újabb 8 fős kontingens, így alakult ki a 20 fős csoport.
A felkészülés a hodinkai légibázison, Moszkvában kezdődött és számos fizikai gyakorlatot tartalmazott, ráadásul az ezekben elért eredmények alapján tovább rostálták a mezőnyt. Az edzésekre jellemző volt, hogy Alekszej Leonov később úgy nyilatkozott róla, „mintha az olimpiára készítették volna fel őket”. Később a Szaratovi területre települt át a csoport, ahol ejtőernyős ugrásokat gyakoroltak, fejenként 40-50 alkalommal, úgy szárazföldre, mint vízre érkezésekkel. A gyakorlatok során kapott eredményeket szintén jegyezték, és a 20 jelöltet végül 6-ra csökkentették (az eredeti központi tervek is egy ilyen létszámú csoportról szóltak), amelynek tagja volt Gagarin is. Később a hat főből két ember (Anatolij Kartasov és Valentyin Varlamov) különböző balesetekben elszenvedett sérülések miatt kiesett, őket két másik jelölttel (Grigorij Nyeljubovval és Jevgenyij Hrunovval) pótolták. A csapat nem hivatalos nevet is kapott az amerikai Eredeti Hetekhez hasonlóan: ők lettek a Hatos Élcsapat. A jelöltek között voltak olyanok, akinek a végzettsége alacsony volt, ezért őket a Zsukovszkíj Légierő Mérnöki Akadémiára irányították továbbképzésre, így Gagarint is, aki 1960 szeptemberében kezdte meg tanulmányait, bár a diplomáját csak 1968-ra szerezte meg. A képzés mellett tovább folytak a különböző gyakorlatok, így oxigénkamrában tették ki a jelölteket oxigénszegény környezetnek, vagy centrifugában magas g-erőknek. Pszichológiai kísérletek is részei voltak a tesztnek, így például Gagarint is visszhangmentes szobába zárták, hogy a teljes izolációt szimulálják számára.
A kiképzés során jellemzések is születtek a jelöltekről, így Gagarinról például a következőket írták az orvosok:
Szerény, zavarba jön, amikor a tréfái kissé csípősre sikerednek; magas fokú intelligenciai fejlettség jellemzi Jurijt; fantasztikus memóriája van; megkülönbözteti a többiektől a magas fokú és éles figyelme a környezetére; jól fejlett képzelete van; gyorsan reagál; kitartó, lelkiismeretesen felkészül a gyakorlatokra és egyéb tevékenységeire, könnyen kezeli az égi mechanikai és matematikai formulákat, de ugyanúgy kitűnik a magas fokú matematikai kérdésekben is; nem feszélyezi, ha meg kell védenie álláspontját, ha úgy érzi, neki van igaza; feltűnik, hogy jobban érti az élet dolgait, mint sok más barátja.
A Hatok mindegyike megkapta a pilóta-űrhajós titulust 1961 januárjában, majd egy kétnapos vizsgálaton vettek részt, amelynek irányítója Nyikolaj Kamanyin altábornagy volt, aki a Vosztok-program katonai irányítója lett. A kétnapos vizsgálat célja jelezte, hogy a projekt szintet lépett, az volt a kitűzött feladata, hogy rangsorolja a jelölteket, melyikük mennyire felkészült egy későbbi űrrepülésre. Ennek keretében már szimulátoros próbáknak is alávetették őket az M. M. Gromov Repülési Kutatóközpontban a Vosztok űrhajó egy életnagyságú makettjében. Az első napon zajlottak a gyakorlati próbák, amelyekben Gagarin, Tyitov, Nyikolajev és Popovics kiválóra teljesítette a tesztfeladatokat, amelyek kiegészültek a repülés fázisaira vonatkozó kérdésekkel is. A második napon írásbeli vizsgák következtek, ahol a bíráló bizottság Gagarint helyezte az első helyre (a második Tyitov, a harmadik Nyeljubov volt). A három legjobb Tyuratamba utazott, hogy ott egy repülésre teljesen felkészített Vosztok űrhajón gyakoroljon tovább.
Végül 1961. április 8-án összeült egy Állami Bizottság a személyzeti kérdésekben való döntésre, ahol Kamanyin volt az előadó. Az altábornagy Gagarint nevezte meg első számú űrhajósnak és Tyitovot, mint tartalékot. A feljegyzések szerint nem volt további vita, a bizottság elfogadta Kamanyin javaslatát azzal, hogy kijelöltek még egy további tartalékot is: ha Gagarin bármilyen okból megbetegedett és kiesett volna, Tyitov helyettesítette volna, és még ott volt Nyeljubov második számú tartalékként.

### Az űrrepülés
A repülés formális előkészítése 1961. március 28-án kezdődött, amikor az űrprogramért felelős szovjet állami bizottság összeült, és a Szputnyik–10-ről szóló jelentés mellett egy – szigorúan titkos – hivatalos javaslatot készítettek az SZKP felé az emberes repülés engedélyezésére. Magán a javaslatot kidolgozó ülésen egy sor, a repüléssel kapcsolatos egyéb döntést is meghoztak, illetve az illetékesek a kellő tájékoztatáshoz jutottak. Ilyen információ volt például, hogy arra az esetre, ha a fékezőrendszer hibája miatt az űrhajó a tervezett egy keringést követően nem tudna visszatérni, úgy az űrhajós elegendő ellátmánnyal rendelkezik a következő hét napra, amely idő alatt természetes módon is lefékeződik a légkörben az űrhajó, és magától visszatér. Ilyen volt az a döntés is, hogy mikor hozza nyilvánosságra a TASZSZ hírügynökség a repülés tényét. Eszerint a sikeres felszállást követően, de jóval a leszállást megelőzően javasolták a bejelentést megtenni, mivel egyrészt így elhárulhatott minden olyan esetleges vád, hogy az űrhajós katonai céllal kémkedik, illetve egy esetleges nem várt helyen történő leszállás esetén a mentés könnyebben szervezhető más országok bevonásával. Ezen az ülésen dőlt el a program nyilvánosságnak szánt neve is. Az addig használt Korabl-Szputnyik név helyett az addig szigorúan titkos Vosztok (Восток) nevet javasolták „publikálni” az első emberes repüléshez, azon egyszerű oknál fogva, mert a Korabl-Szputnyik 6 elnevezés nem passzolt egy történelmi repüléshez. A lehetséges startdátum közelebbi meghatározása is ekkor történt meg, a bizottság április 10–20. közé tette a repülés lehetséges dátumát. A párt Központi Bizottságának Politikai Bizottsága 1961. április 3-i határozatában hivatalosan is elfogadta a javaslatot, és engedélyt adott egy embert szállító űrhajó felbocsátására.
Kijelölték a startidőpontot: a Vosztok–1 felbocsátására 1961. április 12-én – helyi idő szerint – 9:07-kor kellett sort keríteni. A reggeli startidőpontot úgy határozták meg, hogy a repülés végén, a fékezés előtt az űrhajó orientációs rendszerének szenzorai számára a legjobb megvilágítási feltételek álljanak a rendelkezésére, hogy a fékezés időpontjában – valahol Afrika felett – a rendszert ne zavarja meg semmi, amitől a fékezés rosszul sikerülhet.

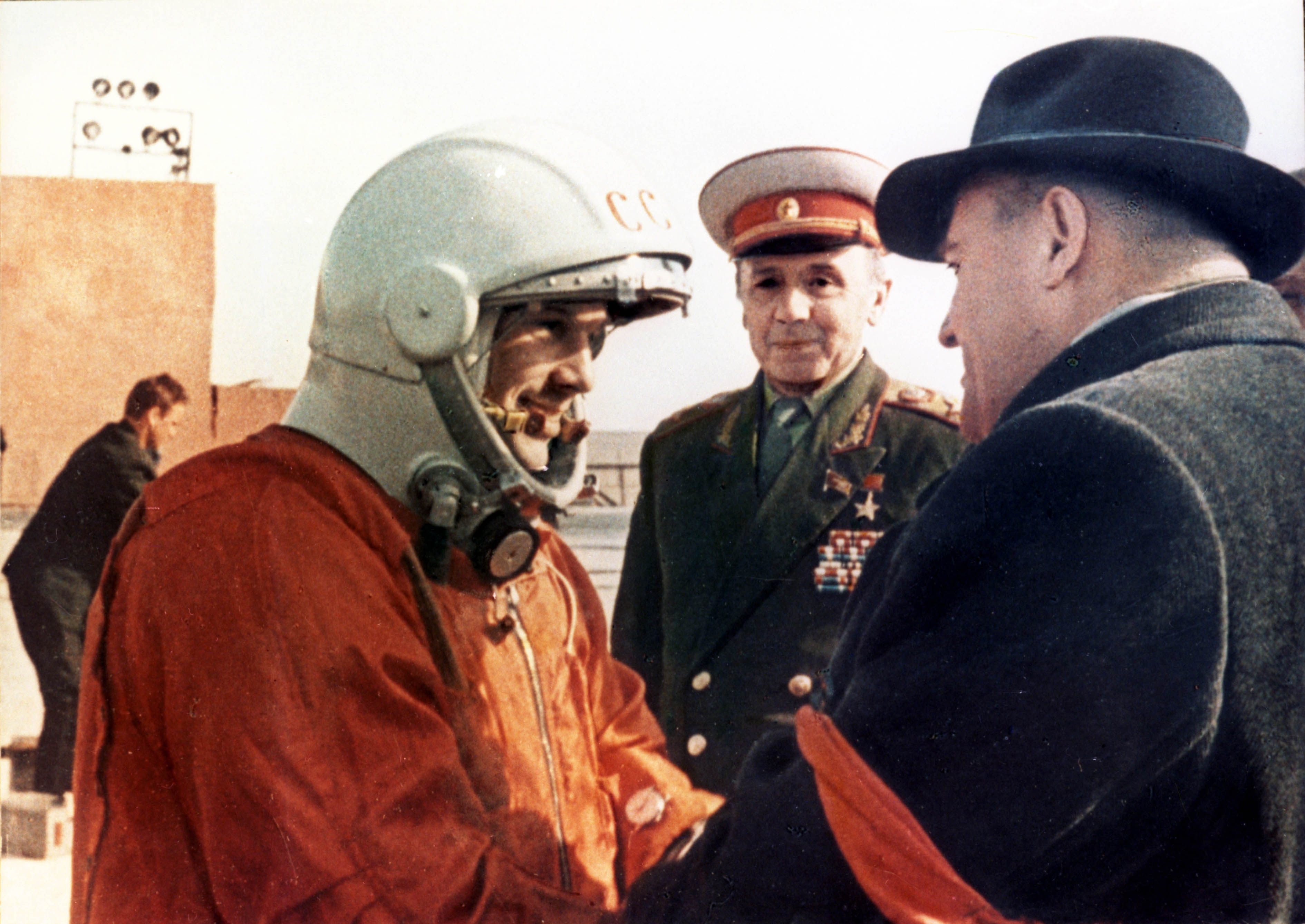
Jurij Gagarin a rajt előtt Kirill Moszkalenko és Koroljov társaságában

Az űrhajósok az utolsó kiképzési napon rövid eligazításon vettek részt, majd kilátogattak az indítóállásba, ahol kötetlen beszélgetést folytattak az ottani személyzettel. Ezt követően megkezdődött a közvetlen repülésre való felkészülés, az űrhajósjelöltek testére szenzorok kerültek, és megkezdődött az életfunkcióik orvosi monitorozása. Gagarin és Tyitov 21:30-kor feküdt le (az ágyukban szenzorok figyelték, mennyire nyugodtan alszanak).
A Vosztok–1 startprocedúrája 6 órával a tervezett felszállás előtt – helyi idő szerint – 1961. április 12-én, hajnali 3:00-kor kezdődött. A bajkonuri 1-es számú indítóállásban (és Szovjetunió-szerte a rádió-követőállomásokon) megkezdődött a rakéta és az űrhajó utolsó felkészítése, amelynek befejeztét 6:00-ra jelentették. Közben az űrhajósokat 5:30-kor ébresztették, majd egy rövid reggeli után következett a beöltözés (Tyitov egészen az indítóállásig teljes értékű tartaléknak számított, teljesen beöltözött, és az utolsó pillanatban is készen kellett állnia, hogy Gagarin helyére lépjen, ha társával bármi történt volna). A repülésre az SzK–1 űrruha első példányait használták. Ezt követően egy busz szállította a két beöltözött űrhajóst és számos kísérőjüket az indítóállásba. (Az űrhajós-legendárium szerint útközben meg kellett állni, mert Gagarinnak vizelnie kellett – az SzK-1 űrruhán levő cipzár ezt lehetővé tette számára –. Szintén ugyanezen legenda szerint az első szovjet űrhajós ezzel hagyományt teremtett, minden őt követő szovjet/orosz űrhajó utasai megállnak egy szertartásos „könnyítésre”.)
Gagarin ezek után beszállt az űrhajóba (a hivatalos feljegyzések szerint beszállás előtt patetikus beszéddel búcsúzott az indítóállás személyzetétől és az őt az űrhajóhoz kísérőktől, ám ez inkább csak a propaganda része volt, mintsem tény, hisz például a beszédet rögzítő hangfelvételről kiderült, hogy napokkal korábban, Moszkvában készült). Mivel a repülés teljesen automatikus volt, Gagarinnak nem volt túl sok dolga a repülés előkészületeiben, lényegében unatkozott a felszállásig.
A startra helyi idő szerint 9:06:59,7-kor (UTC 6:06:59,7) került sor. Gagarin a rádióforgalmazáshoz a Kedr (cédrus) hívójelet kapta.

#### Start

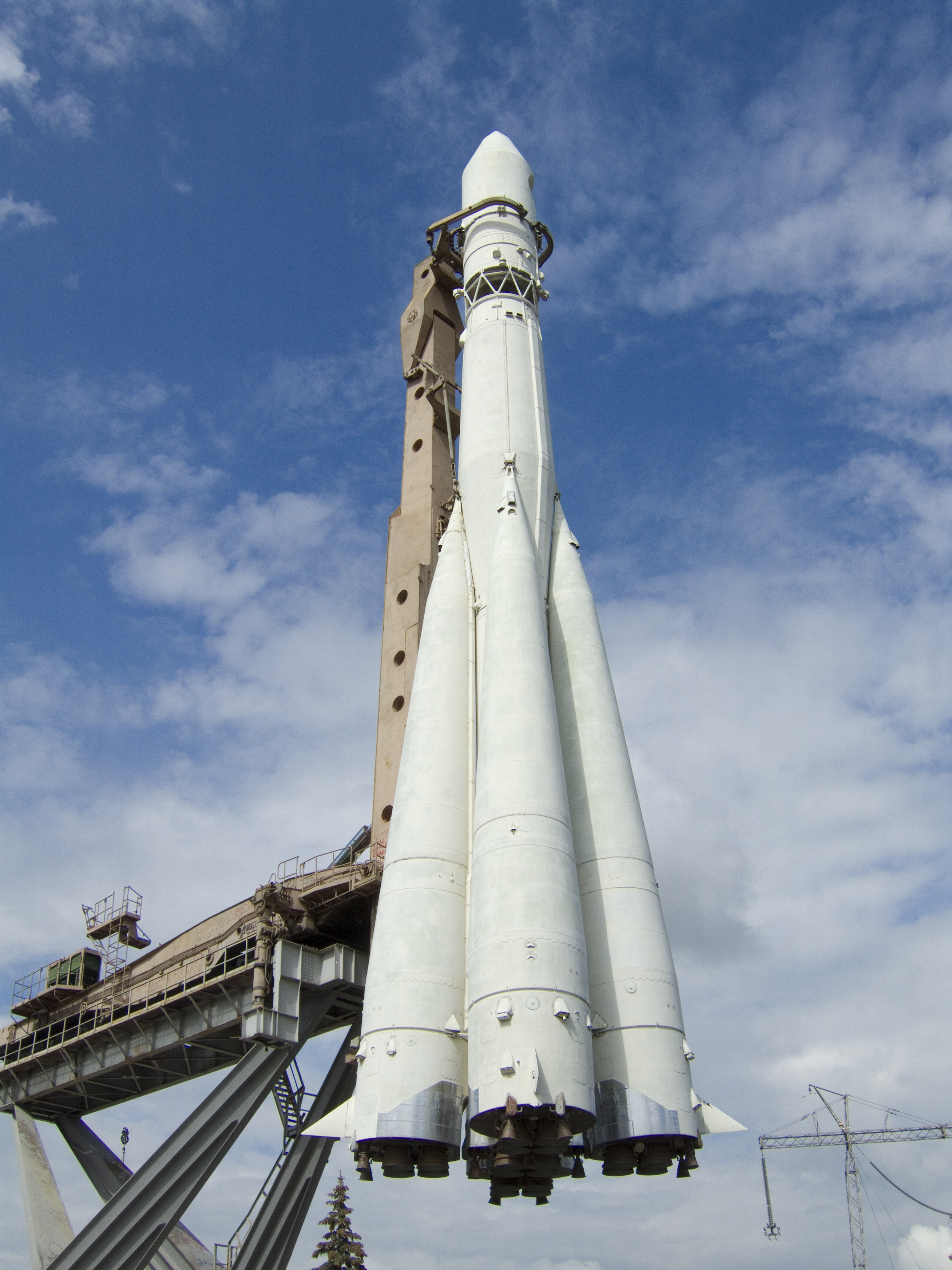
Gagarin rakétájának mása kiállítva

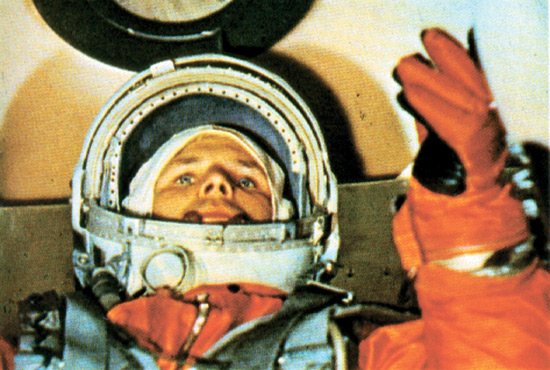
Gagarin röviddel a felszállás előtt

Eseménysor:
- 9:07:00 – start

A start pillanatát Gagarin csak Koroljov rádiózásából és a megnövekedett rázkódásból érzékelte. A szovjetek nem alkalmaztak visszaszámlálást az első űrrepüléseiknél, az az USA-ban dolgozó német rakétamérnök-csoport találmánya volt.
- 9:08:10 – első státuszriport
- 9:09:19 – első fokozat leválás
- 9:10:00 – orrkúp leválás
- 9:12:58 – második fokozat leválás

A start után közel hat perccel fogyott ki az R-7-es központi fokozatának üzemanyaga, a fokozat hajtása leállt, mindössze négy kis helyzetszabályzó rakétafúvóka működött pár másodpercig, amelyek a rakéta pályán tartását biztosították a meghajtás kiesésének idejére. Majd levált a fő fokozat, és a végfokozat gyorsította tovább az űrhajót. A meghajtáskiesés 10–15 másodperce alatt Gagarin először érzékelte a súlytalanságot.
- 9:18:28 – a harmadik fokozat leválása, az űrhajó pályára állása.

Bár a híradások évtizedeken át állították, hogy Gagarin Föld körüli pályára állása mindenben tökéletes volt, ám ez nem volt igaz. Az 1990-es évek végén megjelent pályaadatok alapján kiderült, hogy a Vosztok–1 pályájának 327 kilométer magasságban levő földtávolpontja közel 100 kilométerrel haladta meg a tervezett 230 kilométeres értéket. Ez rögtön biztonsági problémákat vetett fel. A magasabb pálya hosszabb időtartamra jelentett stabil keringést, azaz a biztonsági tartalékként szereplő „B-terv” (miszerint, ha probléma adódik a visszatéréskori fékezéssel, legfeljebb a természetes lassulás miatt 5–7 nap múlva magától tér vissza az űrhajó) nem működött volna. A túlgyorsítás következtében ténylegesen létrejött pályáról baj esetén 2–4 hét elteltével térhetett volna vissza az űrhajó, Gagarinnak a létfenntartó készletek idő előtti kifogyása miatti halálát valószínűsítve (legvalószínűbbként a levegő fogyott volna el, de a vízkészletei, vagy az űrhajó áramellátása, ezáltal a létfenntartó berendezések működésének ideje is véges volt). A másik probléma a visszatérési pont máshová helyeződése volt, a tényleges pálya leszállópontja máshová került, váratlan feladatot róva a kutató-mentő szolgálatokra.

#### Keringés
Az űrhajós kétoldalú rádiókapcsolatot tartott fenn a földi irányítóközponttal. Feladata volt az űrhajó rendszereinek folyamatos figyelése, saját életfunkcióinak ellenőrzése, jegyzetek készítése, sőt (teszt célból) még egy étkezés is. Maga a repülés teljesen automatizált volt, mert előre nem lehetett tudni, hogy az űrhajós képes lesz-e dolgozni a súlytalanság állapotában. Az űrhajós csak a központ utasítására, vagy extrém vészhelyzet esetén nyúlhatott (volna) a kezelőszervekhez. Szinte semmilyen probléma nem történt, kivéve azt, hogy a ceruza, amivel Gagarin a hajónaplót írta, az ülés alá került, és onnan nem tudta kivenni.
Koroljov javaslatára az űrrepülés tényét a felbocsátás után nyilvánosságra hozták (a korábbi és a későbbi szokás az volt, hogy a repülést csak a leszállás után jelentették be). Ennek oka az volt, hogy így külföldön is észlelhették az űrhajó rádiós kommunikációját, megerősítve ezzel az űrrepülés megtörténtét, míg fordított esetben ezt nehéz lett volna bizonyítani (ez logikailag cáfolja azt a feltételezést, hogy ezt megelőzően is járt volna ember az űrben, mivel azt ugyanilyen okból a fellövés után bejelentették volna, ha pedig titokban akarták volna tartani, akkor Gagarin esetén is így tettek volna).
Elsőként az amerikai hírszerzés szerzett tudomást a repülésről. Egy alaszkai elektronikai felderítő állomás húsz perccel a start után fogta először a Vosztok–1 rádiójeleit. Később sikerült megerősíteniük azt is, hogy ember ül a rádióforrást jelentő objektumban: egy szívverés szinuszritmusát tudták azonosítani, mivel a rádiójelek egyik csatornáján a telemetria orvosi sávját sikerült befogniuk.
A szovjet irányítás úgy tervezte meg a Vosztok–1 pályáját, hogy az zömmel a tengerek, óceánok felett húzódjon végig. Az egyetlen keringés során Gagarin mindössze kilenc ország felett repült el. A tervezésnél azért lett cél a minél kevesebb szárazföld érintése, mert a szovjet vezetés nagyon fontosnak tartotta hangsúlyozni a repülés békés jellegét, és a tervezők számára világossá tették, hogy messze el kell kerülni az Egyesült Államokat és a Nyugat országait, nehogy a Szputnyik–1-hez hasonló hisztéria törjön ki, és a nyugati újságírók ismét haditettnek állítsák be a repülést.

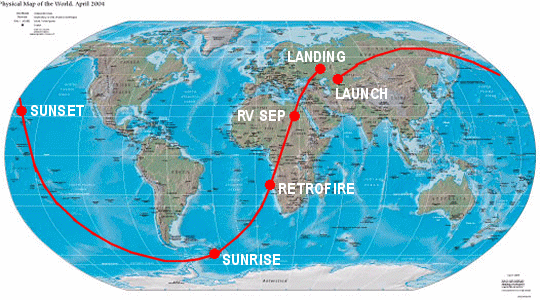
A Vosztok–1 pályája az egyfordulatos repülés során

Eseménysor:
- 9:21 – az első üzenet a HF sávon

(A habarovszki rádióállomásról azonban nem érkezett válasz, a kétoldalú kommunikáció nem járt sikerrel.)
- 9:25 – a Vosztok–1 elhagyja a Kamcsatka-félszigetet, a repülés a Csendes-óceán feletti szakaszba lépett. Egyben Gagarin utolsó URH (UHF) adása

Gagarin érdeklődött a pályaparaméterekre vonatkozóan, az űrhajóban ugyanis nem volt olyan rendszer, amelyből az űrhajós megtudhatta volna, hogy az elért pályája az előre tervezettek szerint alakul-e, ezt csak a földi irányítás tudta megállapítani és közölni vele.
- 9:29 – az URH kapcsolat vége, az űrhajó elhagyja a Kamcsatka-félszigetet.

Az URH adás megszakadása után csak az RH adás állt rendelkezésre, ám az nagyon gyenge minőségűnek bizonyult, csak akkor vált használhatóvá, amikor a Vosztok–1 később elérte a pálya földtávolpontját, messze a Csendes-óceán felett.
- 9:37 – a Vosztok–1 belép az árnyékos féltekére a Hawaii-szigetektől északnyugatra.

Gagarin elmulasztotta a helyi naplementét, csak akkor eszmélt rá, hogy belépett a sötét féltekére, amikor az ablakon át már nem látott semmit, csak sötétséget. Ekkor feljegyzéseket írt a repülési naplójába (ami egy jegyzetblokkból és egy zsinórral hozzá rögzített ceruzából állt). Aztán egy kísérlet következett: Gagarin evett néhány falatot az előkészített ételből. Előzetesen voltak olyan felvetések, mely szerint a súlytalanságban képtelenség lesz enni, a kísérlet rácáfolt erre, Gagarin gond nélkül evett és ivott. A tapasztalatait fel szerette volna jegyezni, de nem találta a ceruzáját. Amikor hozzákezdett az étkezéshez, hagyta, hogy a jegyzetblokkja és a ceruza lebegjen a kabinban, de aztán a zsinór valahogy elengedte a ceruzát, ami elveszett a kabinban. Ekkor úgy döntött, a vele levő hangrögzítőre mondja fel tapasztalatait, ám ez is akadályba ütközött, a diktafon magnószalagja addigra betelt (a kis eszköz hangimpulzusra kapcsolt be, de a mikrofonja túl érzékenyre sikerült, és a kabin apróbb hangjai, mint a ventilátorok zaja, beindították), ráadásul értéktelen információval. Gagarin úgy döntött, visszatekercseli a szalagot egy kicsit, és rámondja a diktafonra a tapasztalatait.
- 9:46 – a fékezőmanőverre való felkészülés.

Habarovszk egy rövid üzenetet küldött Gagarinnak, inkább csak egy kódot – „KK” – mintsem részletes parancsot. Ennek értelmében Gagarinnak vissza kellett jeleznie, ha látta, hogy a távirányítással küldött parancs betöltődött az automatikus leszállító rendszerbe (a repülés mindvégig távirányítással zajlott, az irányítóközpont aktiválta a parancsokat, Gagarin csak felügyelte a rendszereket). Gagarin két perccel később jelentette a művelet sikeres megtörténtét.
- 9:48 – a Vosztok–1 a nyugati hosszúság 170° mentén szelte át az egyenlítőt, és átlépett a déli féltekére. Gagarin jelenti a helyzetét.
- 9:49 – az első sikeres RH üzenetváltás a Csendes-óceán felett
- 9:50 – elkezdődik az orientációs manőver, a napszenzorok a megfelelő pozícióba tájolták az űrhajót a fékezéshez

A Vosztok űrhajó fenekén helyezkedtek el a fékezőrakéták, ehhez az űrhajót át kellett fordítani, hogy a rakéták a haladási irány felé fejthessék ki hatásukat. A manővert automatikus rendszer vezérelte, amelynek fő eleme egy napszenzor volt, amely az űrhajó Naphoz képesti relatív helyzetét mérve pontos irányba fordította a kabint. (A rendszernek volt még egy tartalék manuális-vizuális rendszere is, amellyel Gagarin egy beépített távcsővel kézzel tudta volna irányba fordítani a kabint.) Gagarin tehát üzenetében az elsődleges rendszer működőképességét – egyben az egyszerűbb, automatikus leszállási módot – igazolta vissza.
- 9:53 – Kamanyin parancsot adott, hogy végre közöljék Gagarinnal, megfelelő pályán repül.

Gagarin tehát végre értesülhetett róla, hogy minden rendben van a repülésével. Ezzel szemben a pályája korántsem terv szerint alakult, Kamanyin intézkedése inkább Gagarin megnyugtatására irányult, lényegében becsapták az űrhajóst, mivel a kezdeti gyorsításnál a Vosztok–1-et kissé túlgyorsította a rakéta, és magasabbra került a pályája, így a fékezőrakéta hibája esetén Gagarinnak nem lett volna esélye a túlélésre.
- 10:00 – a TASZSZ hírügynökség nyilvánosságra hozta a hírt a világ közvéleménye számára, hogy az első ember jár éppen a világűrben.

„A Szovjetunió a mai napon fellőtte a világ első embert szállító űrhajóját, a Vosztokot egy egy fordulatos Föld körüli útra. Az első űrpilóta Jurij Alekszejevics Gagarin őrnagy, szovjet állampolgár. Kétoldalú rádiókapcsolatot teremtettünk és tartunk fenn Gagarinnal.”
A szovjet hírügynökség csak akkor jelentette be a világnak a hírt, amikor a Vosztok–1 már rendben pályára állt. Eredetileg három verziót készítettek a bejelentéshez: egyet, amely a győzelemről, a dicsőségről szólt, egy másikat, amelyet arra az esetre készítettek elő, ha az űrhajó nem állt volna sikeresen pályára, és a tajgában vagy az óceánban ért volna földet, és amelyben felkérik más országok kormányait, hogy nyújtsanak segítséget az űrhajós felkutatásában, végül egy harmadikat a kudarc, a világ első űrhajósának halála esetére írták meg.
- 10:02 – a moszkvai rádió bemondta a hírt.
- 10:09 – a Vosztok–1 kilépett az árnyékból, és átlépett a nappali féltekére.

A földrajzi helyet tekintve a Magellán-szorost elhagyva, az Atlanti-óceán déli része felett bukkant ki az űrhajó a sötétből.
- 10:11 – az utolsó rádiókapcsolat a habarovszki rádióállomással.
- 10:18 – a rádiókapcsolatot átvette a moszkvai rádióállomás.

Gagarin ugyan nem válaszolt az üzenetre, ám hallotta az üzenetet. A repülés során először alkalmazták az űrhajós katonai rangjelzését, amely ráadásul új volt: Gagarint hivatalosan pár órával a repülés előtt léptették elő főhadnagyból őrnaggyá.

#### Leszállás

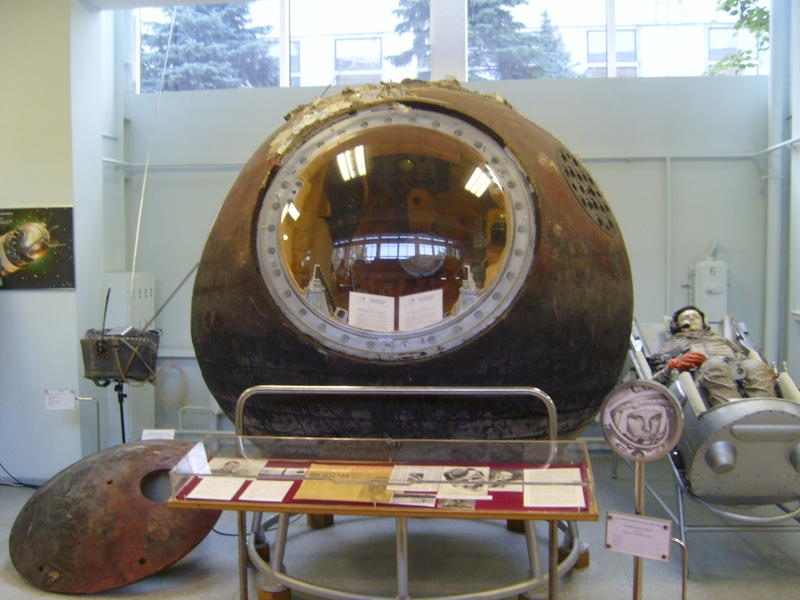
A Vosztok–1 leszállóegysége az RKK Enyergija Múzeum kiállításán

Mivel a Vosztok nem rendelkezett manőverező hajtóművel, ezért a pályáját sem tudta változtatni, így a visszatérése a Föld felé ún. ballisztikus pályán történt. Az űrhajónak olyan keringési pályát terveztek, hogy ha a fékezőrakéta (aminek nem volt tartaléka) meghibásodik, akkor is körülbelül 5–7 nap alatt lefékeződjék, és visszatérjen a légkörbe. Gagarinnak elegendő ellátmánya volt erre az időszakra is.
A visszatérés a felszállás utáni 39. percben a magasságszabályzó automatika bekapcsolásával kezdődött. A 71. percben bekapcsolt a fékezőrakéta, majd a légköri fékezés emésztette fel az űrhajó mozgási energiájának nagy részét, végül a végső 5–7 km-es távot az űrkabin és utasa külön-külön, ejtőernyővel tette meg. A légköri fékezés során tekintélyes, 8–10 g-s lassulást kellett Gagarinnak elviselnie.
Eseménysor:
- 10:25:04 – fékező manőver.

A fékező manőver a rádió követőállomások hatókörén kívül következett be, Gagarinnak nem volt rádiókapcsolata, csak a fedélzeti hangrögzítőre mondta rá a megfigyeléseit. A TDU–1 fékezőrakéta 44 másodpercig működött, a Vosztok–1 letért a Föld körüli pályáról és belesüllyedt a légkör sűrűbb rétegeibe. A Vosztok–1 Afrika nyugati partjainál Kongó partjai fölött lépett be a légkörbe.
- 10:26:42 – a visszatérő kabin és a műszaki egység leválasztásának elméleti ideje.

Nem sokkal a fékezőrakéta leállását követően a visszatérő kabinnak le kellett válnia a műszaki egységről, ám a szeparáció nem történt meg teljesen. A korabeli krónikák mindenben tökéletes repülésről írtak, így elhallgatták a visszatéréskor történt hibát. Gagarin azonban már a repülés után elmondta, hogy az űrhajó két egysége nem vált szét megfelelően, bár a két egység fizikailag szétkapcsolódott, de valamely kapcsolóelem, vagy kábel egymáshoz kötötte őket, és az ébredő erők pörgésbe vitték az űrhajót.
„…Amint a TDU (a fékezőrakéta) leállt, egy éles rántást éreztem. Az űrhajó igen nagy sebességgel pörögni kezdett a tengelye körül. A Föld átcikázott a VZOR (az ablak) előtt fentről le és jobbról balra. A pörgés sebessége elérte a másodpercenkénti 30 fokot, de nem többet… Minden pörgött. Az egyik pillanatban Afrikát láttam – mivel éppen Afrika felett jártam –, a másikban a horizontot, a harmadikban az eget…”
Az illetékesek sokáig tartották magukat a tökéletes repülés teóriájához, és Gagarin megtévesztett időérzékével magyarázták az így nyilvánosságra került perceket, miszerint a leválasztást hosszabbnak érezte, mint az valójában volt, és ezt hihette szétválasztási hibának. Később elismerték a hibát, elfogadva Gagarin feltételezését, miszerint valamilyen vezeték tartotta összekapcsolva a két űrhajórészt, amely csak sokára szakadt el, vagy égett át a súrlódástól. Azonban még későbbi analízisek a hiba okának, és a leszállás kritikus részének egy újabb forgatókönyvét dolgozták ki. Eszerint a fékezőrakéta egyik hajtóanyag-szelepe már a fékezőmanőver kezdetén meghibásodott, és azon keresztül szökni kezdett a gáz, ezért a hajtómű kicsit a tervezett idő előtt leállt (ezzel a tervezett 136 m/s helyett 132 m/s-mal lassította az űrhajót), ám az idő előtti leállás megzavarta a rendszert, és az nem aktiválta a hajtómű-leállítási parancsot, valamint később a szétválasztási parancsot sem. A nyitva maradt üzemanyagrendszerből a hajtóanyagtartály túlnyomását biztosító gáz, valamint az oxidálóanyag tovább szökött, amely gyors pörgésbe vitte az űrhajót. Később – vélhetően egy vészhelyzeti biztonsági parancsnak köszönhetően – megtörtént a szétválás, mintegy 10 perccel a tervezett időpont után.
- 10:36 – a visszatérő kabin és a műszaki egység leválasztásának tényleges ideje.

A Vosztok–1 leszállóegységének és műszaki egységének szétválása Egyiptom felett történt meg, és nagyjából az eseménnyel egy időben megkezdődött a repülés utolsó fázisa, a légkör áttörése. A kabin a légkörbe érve tüzes golyóként száguldva fékeződött. Gagarin később a következőképpen írta le az élményt:
„Hirtelen nagy bíbor lángok tűntek fel a szemem sarkában. Ugyanilyen bíbor fényt figyeltem meg a jobb oldali kisablakon. Éreztem, ahogy beleng az űrhajó, és a hőpajzs borítása égni kezd. Nem tudom mi okozhatta azokat a pattogó hangokat: lehet, hogy maga a szerkezet okozta, vagy a hőálló borítás miatt is lehetett, de pattogó hangot hallottam. A frekvencia 1 pattanás volt percenként. Általánosságban azt is éreztem, hogy a hőmérséklet felszökik… Aztán következett a lassulási erő fokozatos növekedése. A műhorizont egyfolytában kilengett minden tengely körül. Ahogy a túlterhelés elérte a csúcspontját, megláttam a Napot. A sugarai a kabinajtó kisablakán és a jobb oldali kisablakon szűrődtek be. A visszaverődő sugarakból azt is meg tudtam becsülni, ahogy a kabin forgott. Mire a túlterhelés elérte a csúcspontját, a kabin lengése 15 fokra csökkent. Abban a pillanatban úgy éreztem, hogy a túlterhelés elérte a 10 g-t is. Akkor volt egy 2–3 másodperces időszak, amikor a műszerfal elhomályosodott. A látásom kezdett szürkülni. Megfeszítettem az izmaimat. Ez használt, minden visszakerült a rendes kerékvágásba.”
- 10:55 – leszállás

A légköri fékezést követően Gagarin a terveknek megfelelően 7 km-es magasságban katapultált a kabinból, és külön ejtőernyővel ereszkedett tovább, majd landolt a Volga folyó egyik kanyarulatnál levő Szmelovka falu melletti szántásban, Engels (Szaratov) városától délnyugatra. Összesen 108 percet repülve egy Föld körüli keringést tett meg.
Gagarin végül nem ott ért földet, ahová az eredeti leszállási zónát kijelölték. A rakéta túlgyorsítása miatt megváltozott orbitális pályaelemek miatt, ahonnan az automatikus fékezés nem volt képes korrigálni a pályaeltérést, több száz kilométeres eltérés volt tapasztalható az eredeti célponttól. Eredetileg Sztálingrádtól (ma: Volgográd) 110 km-re kellett volna leszállnia, ehelyett Szaratov körzetében, Engels városa mellett, Szmelovka és Podgornoje falu határában, egy szántásban ért földet. Elsőként egy, a földeken dolgozó parasztasszonnyal és unokájával találkozott a világűrből visszatérő űrpilóta, akik kissé megrettentek tőle. Majd egy traktoros rohant el Szmelovkába értesíteni a hatóságokat a földet érés tényéről.

Amint szilárd talajra léptem, körülnéztem és észrevettem egy asszonyt meg egy kislányt; ott álltak egy tarka borjú mellett, s kíváncsian néztek engem. Elindultam feléjük, ők pedig elém jöttek. De minél közelebb értünk egymáshoz, annál lassabban lépkedtek. Nem csoda, én még mindig az élénk narancsszínű űrhajós ruhámban voltam, s a furcsa látvány megijesztette ezeket az embereket. Ilyet még sohasem láttak. Anna Akimovna Tahtarova, egy erdőőr felesége volt az asszony, Rita nevű, hatéves unokájával.
– Csak nem az űrből? – kérdezte egy kicsit bizonytalanul.
– Képzelje csak, onnét! – válaszoltam.
– Jurij Gagarin! Jurij Gagarin! – kiáltozták, s futva közeledtek a kolhoz gépészei, akik távolabbról ugyancsak észrevették az űrhajót.

– Jurij Gagarin

Közben a repülés pályája mentén készültségbe helyezett katonai alakulatok egyike radaron érzékelte a visszatérő űrhajót, sőt a katapultálást követően azt is, hogy a radarjel két részre válik szét. Az engelsi repülőtérről egy Mi–4 kutató-mentő helikoptert küldtek azonnal, (mivel a fokozott készültség okáról tudták, hogy a visszaérkező űrhajó és utasa lehet a radarjel forrása). Nemsokára a kutató-mentő szolgálatok is a helyszínre értek. Itt azonban meg kellett keresni Gagarint, aki nem volt a kabinban, mivel a kolhozparasztok már elvitték onnan (a mentőalakulatok őrt hagytak a kapszula mellett). Miután megtalálták az űrhajóst, elvitték előbb Engels városába, ahonnan telefonon jelentette a feladat teljesítését Konsztantyin Versinyin marsallnak, a légierő parancsnokának, valamint egy gratuláló táviratot vett át, amelyet Hruscsov küldött a számára. Később Kujbisev (a mai Szamara) városába szállították, ahol átfogó orvosi vizsgálatnak vetették alá, majd ezt követően tért vissza Moszkvába.

## A repülés utáni események

### Moszkvai fogadtatás
Gagarin repülését követően az első aktus volt, hogy az űrhajóst főhadnagyból őrnaggyá léptették elő. Ebben a kérdésben maga Hruscsov döntött, mivel előzőleg nem voltak tervek a siker ünneplésére. A főtitkár felhívta a védelmi minisztert, Malinovszkij marsallt, és azt mondta: „Gagarin most főhadnagy. Sürgősen elő kell léptetnünk őt." Malinovszkij meglehetősen vonakodva mondta, hogy századosi rangot ad Gagarinnak. Erre Hruscsov mérges lett: „Milyen százados? Adj neki legalább egy őrnagyi csillagot." Malinovszkij sokáig nem értett egyet, de Hruscsov ragaszkodott az ötletéhez, és aznap Gagarinból őrnagy lett. Más visszaemlékezések szerint Gagarin főhadnagy következő előléptetését 1961 áprilisában kellett volna megkapnia, de Dmitrij Usztyinov főtitkár helyettes, korábbi védelmi miniszter azt javasolta, hogy haladéktalanul léptessék elő Gagarint őrnaggyá. A rendkívüli előléptetésre vonatkozó parancs még a felszállás előtt készült el, de Jurij Gagarin csak leszállás után tudta meg, hogy őrnagy lett. Ugyanakkor az összes április 12-i TASZSZ bejelentés már „Jurij Gagarin őrnagyot” említett kommünikéiben.
Két nappal az űrrepülést követően Gagarin egy Il–18 repülőgép fedélzetén utazott Moszkvába, amelyet egy hét MiG–17 vadászgépből álló tisztelgő vadászkötelék kísért a fővárosig. Ünnepélyes formában, vadászkísérettel haladt a repülő formáció Moszkva központja felett, majd leszálltak Vnukovo repülőterén, ahol Gagarint nagyszabású fogadás várta: ujjongó emberek, újságírók és a reptéri személyzet, valamint, az ország vezető személyiségei. Gagarin gépe a repülőtér központi épületéhez gurult, odatolták a leszállólépcsőt és Gagarin szállt le róla elsőként. A repülőgéptől a kormányállványig vörös szőnyeget húztak ki, majd Jurij Gagarin végiglépdelt rajta. Útközben leesett a harisnyatartója – amit többen kibomlott cipőfűzőnek gondoltak – de ezt figyelmen kívül hagyta (a megbotlást kockáztatva), egy katonai induló hangjaitól kísérve Hruscsov elé lépett és jelentett:
„A Szovjetunió Kommunista Pártja Központi Bizottságának első titkára, a Szovjetunió Minisztertanácsának elnöke elvtárs! Örömmel jelenthetem Önnek, hogy a Kommunista Párt Központi Bizottsága és a szovjet kormánya által kiadott feladatot teljesítettem.”
A repülőtéri fogadást követően Gagarint egy nyitott ZIL–111V gépkocsin Moszkva központjába, a Vörös térre vitték, ahol az út során mindenütt ünneplő tömeg fogadta, zászlókat, plakátokat lengettek az emberek. Volt, aki áttörte a felállított kordont, és virágcsokorral üdvözölte az űrhajóst. A Vörös téren aztán gyűlést tartottak, ahol az állami vezetők fogadták Gagarint a Lenin-mauzóleum mellvédjén. Hruscsov itt bejelentette, hogy a Szovjetunió nevében Gagarint kitüntette a Szovjetunió Hőse és a Szovjetunió Pilóta-űrhajósa érdemérmekkel. A tömeggyűlés 3 órán át tartott, majd annak végeztével Hruscsov a mauzóleumba kísérte az űrhajóst a szarkofághoz, hogy leróják tiszteletüket. Ezt követően a Kremlben, egy fogadással folytatódott az ünneplés, ahol az állam prominens vezetői vettek részt, és Leonyid Brezsnyev (aki akkor a Szovjetunió Legfelsőbb Tanácsa Elnökségének elnöke, azaz formálisan az államfő volt) átadta a Szovjetunió Hőse és a Lenin-rend kitüntetéseket. Másnap a külföldi sajtó képviselőinek tartottak hivatalos sajtótájékoztatót.

### Világ körüli körút

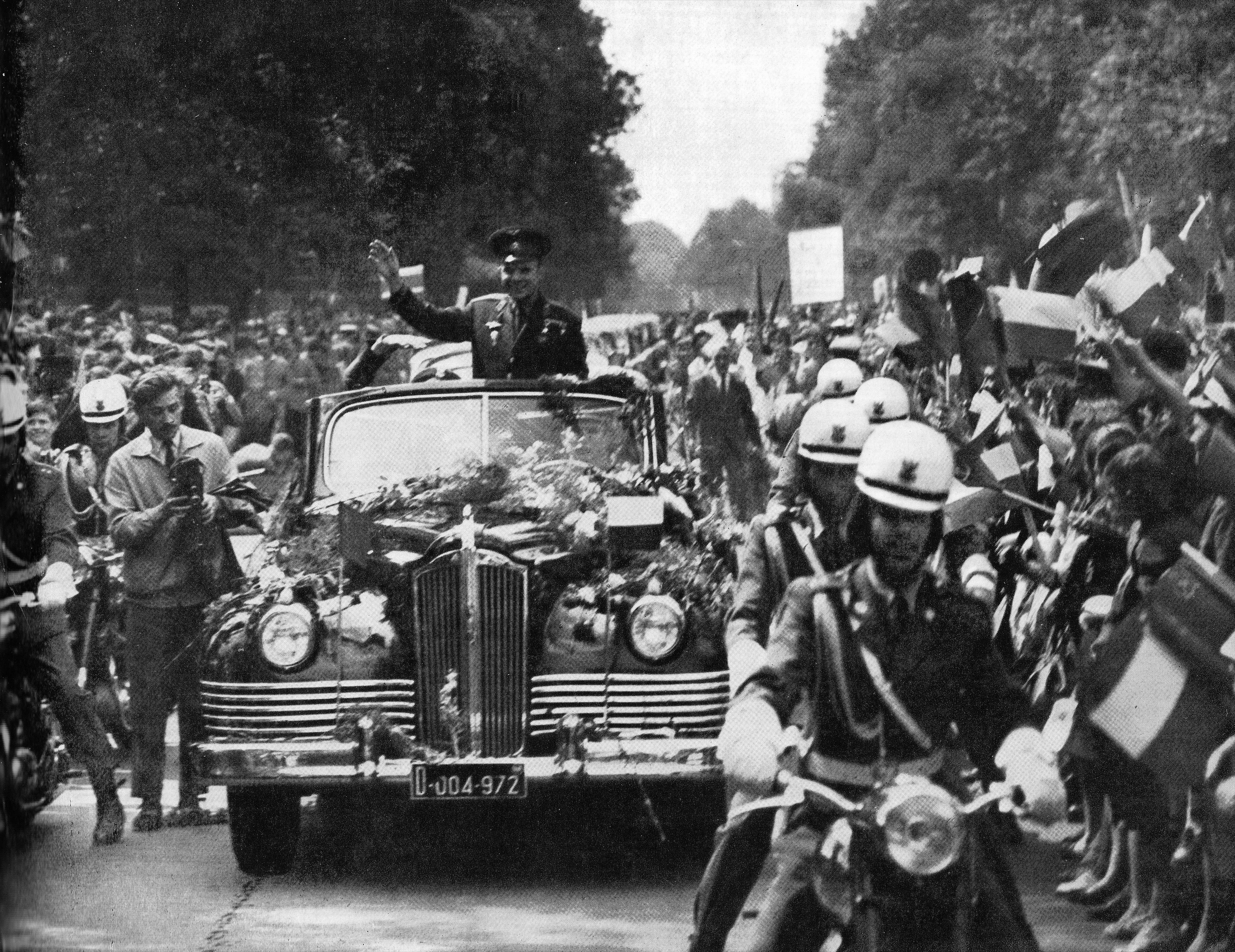
Gagarin Varsóban egy, a tiszteletére rendezett díszfelvonuláson 1961-ben

Gagarin a repülése után rendkívül népszerűvé vált világszerte. Ezt a népszerűséget kihasználva hazája „békemisszióra” küldte a repülést követő négy hónapban, és ennek keretében járt Csehszlovákiában, Finnországban, Angliában, Bulgáriában, Egyiptomban, Magyarországon, Kanadában és Izlandon. Legelső útja Csehszlovákiába vezetett, ahol Prágában fogadták őt. Első útjára menetrend szerinti járaton, egy Tu–104-es fedélzetén utazott, ahol a járat utasai felismerték Gagarint, és autogramokért rohantak hozzá, Pavel Mihajlovics Mihajlov repülőgép parancsnok – az űrhajós földije – pedig behívta a pilótafülkébe, és átadta neki a kormányt. Csehszlovákiában Gagarin meglátogatott egy öntödét, ahol a helyi dolgozóktól ajándékot kapott, egy öntödei munkás szobrocskáját. A csehszlovák kormány a "Csehszlovákia Szocialista Munkájának Hőse" címet adományozta neki. Innen Gagarin útja Bulgáriába vezetett. Szófiához közeledve, bolgár pilóták köteléke fogadta, akik tiszteletbeli kíséretet adtak az érkező bajtársnak a leszállásig. Gagarin Bulgária több városában járt, Plovdivban és Szófiában a város díszpolgárává választották, és megkoszorúzta az Aljosa emlékművet, egy szovjet katonai emlékművet. Az útja következő állomása Finnország volt, ahová 1962-ben újra ellátogatott.
1961 júliusában Gagarin egy angol öntödei szakszervezet meghívására érkezett Angliába. Angliába érkezvén egy Rolls-Royce Silver Cloud-II gépkocsival hordozták körül, amely a különleges alkalomra különleges rendszámot kapott: YG 1 (Yuri Gagarin 1) állt a lökhárítóra szerelt táblán. A látogatás során először Manchesterbe látogatott, az Egyesült Királyság legrégebbi öntödei szakszervezetének központjába. Ott az űrhajós megkapta az angol öntödék tiszteletbeli munkása oklevelét. A látogatás során Jurij Gagarin aranyérmet kapott az Űrfejlesztési Alaptól és találkozott az ország vezetésével: Harold Macmillan miniszterelnökkel és II. Erzsébet királynővel.
1962 január–februárjában Gagarin az Egyesült Arab Köztársaságba (Egyiptom akkori neve) látogatott el, az ország fegyveres erőinek alelnöke és főparancsnoka, Abdel Hakim Amer marsall meghívására. Az űrhajós 7 napig tartózkodott Egyiptomban. Gamal Abden-Nasszer, az ország elnöke Jurij Gagarint a köztársaság legmagasabb kitüntetésében – a Nílus Rend nagylánca – részesítette. 1963 szeptemberében Gagarin Párizsba látogatott, ahol a szovjet küldöttség tagjaként részt vett a XIV. Nemzetközi űrhajós kongresszuson. A világ első űrhajósa összesen mintegy 30 országot látogatott meg külföldi körútja során.
Érdekesség, hogy Gagarin világszerte különleges népszerűsége miatt John F. Kennedy elnök meggátolta, hogy az űrhajós ellátogasson az Egyesült Államokba.

### Magyarországi látogatása
Az 1956-os eseményeket követő években nemzetközileg elszigetelődött Magyarország remek propaganda lehetőséget látott a rendkívül népszerű űrhajós Magyarországra invitálásában. A Kádár-korszak elején, a MSZMP Központi Bizottsága 1961. június 6-i ülésén azt a határozatot hozta, hogy az augusztus 20-i ünnepségekre meghívja Gagarint egy háromnapos hivatalos látogatásra. Elküldték a hivatalos meghívót, amelyre pozitív válasz érkezett azzal a kéréssel, hogy a rengeteg javasolt program között a szervezők hagyjanak a Gagarin család részére némi szabad időt is, így végül a pártvezetés illetékesei lazább programbeosztás mellett döntöttek.
Gagarin feleségével és öt hónapos Galina lányával 1961. augusztus 19-én, szombaton reggel érkezett Ferihegyre, ahol a párt prominensei üdvözölték Marosán György és Kállai Gyula vezetésével. Az országot a sajtón keresztül előre felkészítették, előtte való napon a lapok vezércikkben tudósítottak az űrhajós érkezéséről, így hatalmas tömeg fogadta Gagarint. A repülőtérről az Üllői úton és a Nagykörúton keresztül egy nyitott ZISZ-110 típusú kocsiban, lépésben haladt kvázi diadalmenetben a Parlament elé, és tízezrek láthatták a világhírű hőst. (A látogatás napjaiban valóságos Gagarin-láz terjedt az országban. Az emberek megrohamozták a trafikokat és kis zászlókat, kitűzőket és Gagarin képeket vásároltak, hogy azokat lengetve láthassák az űrhajóst.) Gagarin menete a Parlamenthez hajtott és délben hivatalos fogadásban részesítették az Országházban. Aznap délután pedig a Hősök terén rendeztek tömeggyűlést, ahol az űrhajós beszédet mondott a szovjet űrkutatást méltatva.
Augusztus 20-án Gagarin a vidéki Magyarországra látogatott. Első útja Sztálinvárosba (ma Dunaújváros) vezetett (mivel az előzetes szervezés során arról állapodtak meg az illetékesek, hogy elviszik Gagarint egy magyar vasöntödébe). Később Pécs és Komló városában is tiszteletét tette, majd a fővárosba vezető úton Sárbogárdon és Dombóváron is megállt. A látogatás utolsó napján a Szabadság sétahajón vitték a Dunára kirándulni, majd találkozott a magyar fegyveres erők képviselőivel is. Ezen a napon ki is tüntették a Magyar Népköztársaság Zászlórendjével. A hivatalos látogatás végeztével Ferihegyen búcsúztatták.

## Élete az űrrepülés után

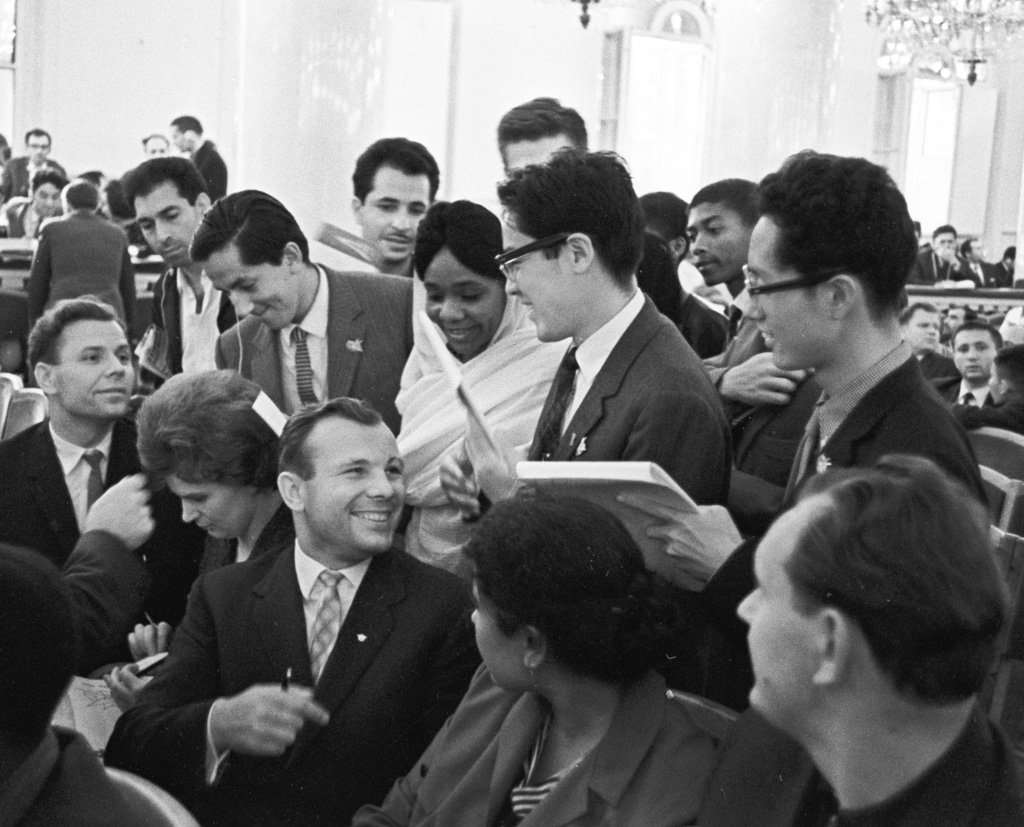
Gagarin és Tyereskova a számos rendezvény egyikén dedikál

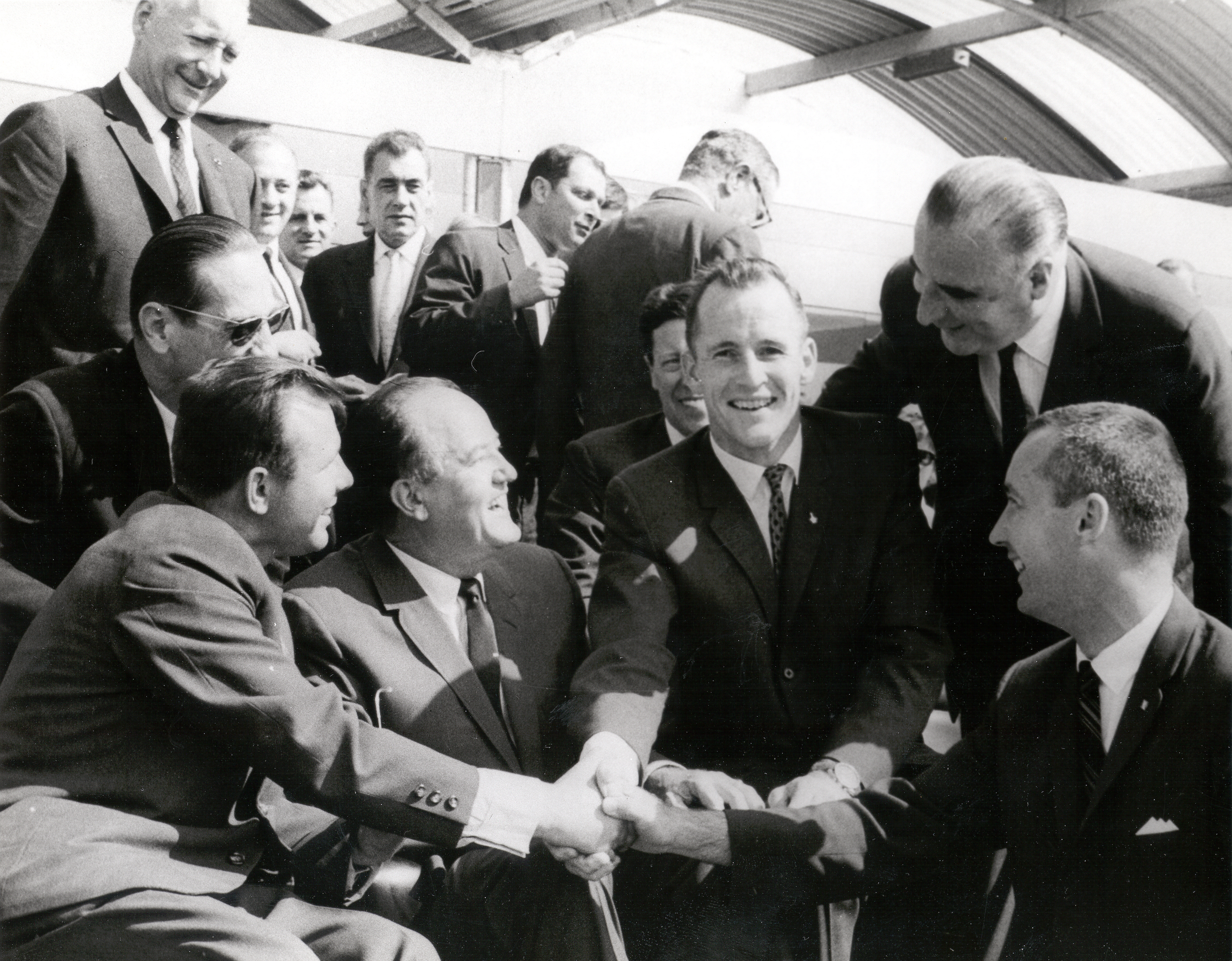
Gagarin és a Gemini–4 űrhajósai, Edward White és James McDivitt Párizsban Hubert H. Humphrey amerikai alelnök és Georges Pompidou francia köztársasági elnök társaságában (1965)

Jurij Gagarin élete az űrrepülését követően erős fordulatot vett. 1961. szeptember 3-án beiratkozott a Légierő Zsukovszkij Mérnöki Akadémiájára, amelyet végül 1968-ban végzett el, amikor 1968. február 17-én megvédte disszertációját „az együléses repülőgépek használatának módszertanáról és szubszonikus aerodinamikájáról” témában. Az Állami Vizsgabizottság Jurij Gagarin ezredest „pilóta-mérnök-űrhajós” képesítéssel ruházta fel, és az Akadémia posztgraduális képzésére ajánlotta.
Gagarin széleskörű társadalmi kötelezettséget teljesített, amikor az űrhajózás népszerűsítésére járni kezdte az országot különböző szervezetek találkozóin és élménybeszámolóin vett részt. Nyikolaj Kamanyin visszaemlékezései szerint ez egy hároméves időszakot ölelt fel. Az időszak kellemetlen mellékterméke volt, hogy – mivel az ilyen találkozókat rendszerint díszebédek is kísérték, ráadásul Gagarinnak nem maradt ideje a korábban rendszeresen végzett sporttevékenységre – az űrhajós 7-8 kilogramm súlyfelesleget szedett fel. Ennek csak az újbóli űrhajós kiképzésre vezénylése és az ahhoz szükséges edzések újbóli felvétele vetett véget, melyek nyomán súlyproblémája megoldódott.
Gagarin aktív politikai tevékenységbe is kezdett (pontosabban elvárásként fogalmazódott meg a rendkívül népszerűvé vált személyiség számára, hogy vegyen részt a Szovjetunió politikai tevékenységében). Ennek keretében Gagarin helyettes titkári minőségben tagja lett a Szovjetunió Tanácsa Legfelsőbb Tanácsának 1962-ben (ekkor a Szicsovkai járásban választották képviselővé). Ezzel párhuzamosan a Komszomol Központi Bizottságának is tagja lett. Emellett még a Szovjet-Kubai Baráti Tanács és a Finn-Szovjet Társaság tiszteletbeli tagjaként is dolgozott.
1964-ben Gagarint kinevezték a Kozmonauták Képzési Központjának vezetőjévé, valamint a szovjet űrhajós különítmény parancsnokává.
1966 hozott ismét változást az életében, visszatért az űrhajósléthez, mivel elkezdte a Szojuz-program keretében a felkészülést egy űrrepülésre. Kijelölték Vlagyimir Komarov mellett az új űrhajótípus berepülésénél a Szojuz tartalékűrhajósává a Szojuz–1 repülésre. A repülés tragédiával végződött: az egyik napelemtábla nem nyílt ki, így nem volt elégséges elektromos energia, majd a leszállás közben az ejtőernyő beszorult az ejtőernyőházba, így nem tudott kinyílni az ereszkedés végső szakaszában, így az űrhajó sima leszállás helyett becsapódott a földbe, és az űrhajósa szörnyethalt. Gagarint a kijelölési folyamat során a későbbi Szojuz–3 repülésre nevezték ki parancsnoknak, ám a tragédia ezt a repülést jelentősen késleltette (később már csak Gagarin halálát követően szállt fel az űrhajó Georgij Beregovoj űrhajóssal). A kiképzése folytatásaként Gagarin bekapcsolódott a Szovjetunió holdprogramjába is, tagja lett a Holdra készülődő szovjet űrcsoportnak.
Gagarinnak mindeközben a kiképzés során a légi jártasságát kiképző repülésekkel kellett visszaszereznie. A Zsukovszkijon végzett tanulmányai alatt, illetve az egyéb kötelezettségei miatt éveken keresztül nem repült, és így elvesztette repülésre alkalmas státusát. A kiképzésbe való becsatlakozásakor folytathatta a repüléseket, de csak instruktor felügyeletében, önállóan nem repülhetett. Erre először 1967 decemberében nyílt volna lehetősége, ám a MiG–17 gépét vezetve hibázott (a leszálláskor téves siklópályán közelítette meg a kifutópályát, a pilótazsargon szerint „rövidre jött”), így továbbra sem kapta meg a jogosultságot az egyedül repülésre.
Mindeközben szabadidős tevékenységek tekintetében is aktív volt Gagarin. 1964-től a Krasznaja Zvezda (Vörös Csillag, a Honvédelmi Minisztérium kétnaponta megjelenő hivatalos lapja) újság űrrepülési rovatánál volt külsős újságíró. Másik két hobbija a vízisízés és a kaktuszok gyűjtése volt. Előbbiben nagyrészt az ő kezdeményezésére létrehozták a Szovjetunió Vízisí Szövetségét, amely 1965-ben megrendezte az első országos bajnokságot is.

## Magánélete

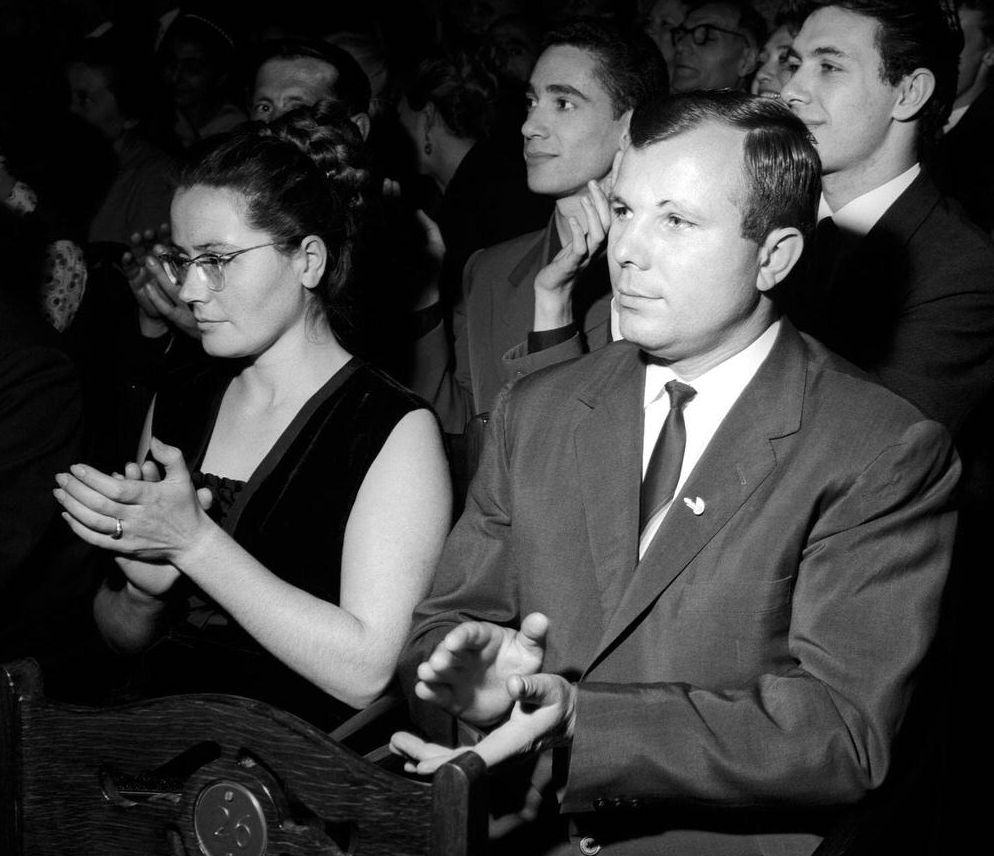
Jurij Gagarin és felesége, Valentyina Gorjacseva tapsol a Teatro alla Scala társulatának, amely 1964-ben a moszkvai Bolsoj Színházban mutatta be Turandotot

21 évesen ismerkedett meg meg későbbi feleségével, Valentyina Gorjacsevával, aki akkoriban Orenburgban a helyi távíróhivatalban dolgozott. Találkozásukra az orenburgi repülő iskol zenás-táncos rendezvényén került sor, ahol Gagarin felkérte táncolni Gorjacsevát. Valentyina később az orenburgi egészségügyi szakiskolában tanult. 1957. október 27-n házasodtak össze – egyben egy nappal korábban végzett a légierő repülőiskoláján harmadosztályú vadászrepülőként, nevezték ki hadnaggyá és vezényelték a luosztari bázisra, az északi Murmanszk közelébe szolgálatra, ahová felesége csak kilenc hónappal később követte. A párnak két lánya született, Jelena Jurjevna Gagarina (1959), aki később művészettörténészként a moszkvai Kreml Múzeum igazgatója lett és Galina Jurjevna Gagarina (1961), aki pedig közgazdaságtan professzorként Plehanov Közgazdaságtudományi Egyetem tanszékvezetőjeként dolgozott. Miután Gagarinék 1960 márciusában Zvjozdocsnij gorodokba költöztek, a felesége a Repülésirányító Központ egészségügyi igazgatóságán dolgozott laborasszisztensként.
A pár boldog házasságban élt, bár feljegyeztek egy családi viszályt, amikor a család a Fekete-tengernél nyaralt 1961 szeptemberében egy szanatóriumban. Gagarin este ittasan szerelmi kalandokat keresett, és bement az ügyeletes nővér szobájába. Vesztére a felesége – aki kereste – néhány perc múlva kopogtatott az ajtón. Az űrhajós az első emeleti erkélyen át próbált menekülni, de ugrás közben a lába beleakadt a falon felfutó szőlő indáiba. Arccal a járdára esett, ekkor szerezte a szemöldöke fölött megmaradó forradását is.

### Viszonya a valláshoz
A Szovjetunió átpolitizált és vallásellenes világában a fontosabb személyiségektől is azt várták, hogy állást foglaljanak ebben a témában. Néhány forrás ez ügyben azt állította, hogy Gagarin a repülése során azt mondta, hogy „Én nem látok semmiféle Istent idefönn”, ami aztán később széles körben elterjedt. Később, 2006-ban az űrhajós egyik barátja, Valentyin Petrov azt nyilatkozta egy interjúban, hogy Gagarin soha nem mondott ilyet, ez az idézet ehelyett Hruscsovnak a Központi Bizottság előtt elmondott egyik beszédéből származik, amelyet a kor vallásellenes kampányának keretében mondott el. Ezzel szemben egy 2011-es cikkben megjelent egy idézet a csillagvárosi ortodox templom plébánosától: „Gagarin” (aki maga is megkeresztelt ortodox keresztény volt) „megkereszteltette idősebb lányát, Jelenát a repülése előtt és családjával megtartották a karácsonyi és húsvéti ünnepeket”.
Önéletrajzi írásában, az Út az űrbe című műben, amelyet a Pravda jelentetett meg, a fentiekhez hasonlóan vallott:
„Az ember űrrepülése nyomasztó csapást mért az egyházakra. A hozzám érkező levelek folyamában elégedetten olvastam azokat a vallomásokat, amelyekben a hívők a tudomány vívmányainak nyomása alatt lemondtak Istenről, egyetértettek abban, hogy nincs Isten, és minden, ami a nevéhez fűződik, fikció és ostobaság.”
Később történészek ezt úgy értékelték, hogy az írás csak részben tekinthető önéletrajzi ihletésűnek, valójában N. Gyenyiszov és S. Borzenko, a Pravda kolumnistái írták Gagarin tollbamondásából, ám a „hivatalos” önéletrajz egyben propagandacélokat is szolgált, azaz nem feltétlenül közvetlenül az űrhajós véleményét tükrözi, hanem az „elvárt” ideológiai mondanivalót csempészte bele a két író.
Egy másik, vallást érintő kérdésben is sokat emlegették Gagarint, néha eltúlozva, néha helyére téve a szerepét. A téma a kommunizmus során lerombolt, a napóleoni háborúknak emléket állító Megváltó Krisztus-székesegyháznak, valamint a szintén lerombolt diadalívnek a helyreállítása volt. Állítólag Gagarin támogatta ezt a helyreállító munkát, amely részben a katonai emlékek ápolását, részben azonban az ortodoxia hagyományápolását segítette volna. Visszaemlékezések vannak pro és kontra, hogy Gagarin ebben mennyire és az ortodoxia ápolása kapcsán milyen értelemben exponálta magát.
1966-ban a Nauka i Religija (Tudomány és Vallás) folyóirat megjelentetett egy vallást elítélő nyilatkozatot a szovjet űrhajósoktól A szovjetek országának fiatal ateistáinak-leninistáinak címezve, ezt azonban Gagarin nem írta alá.

## Halála

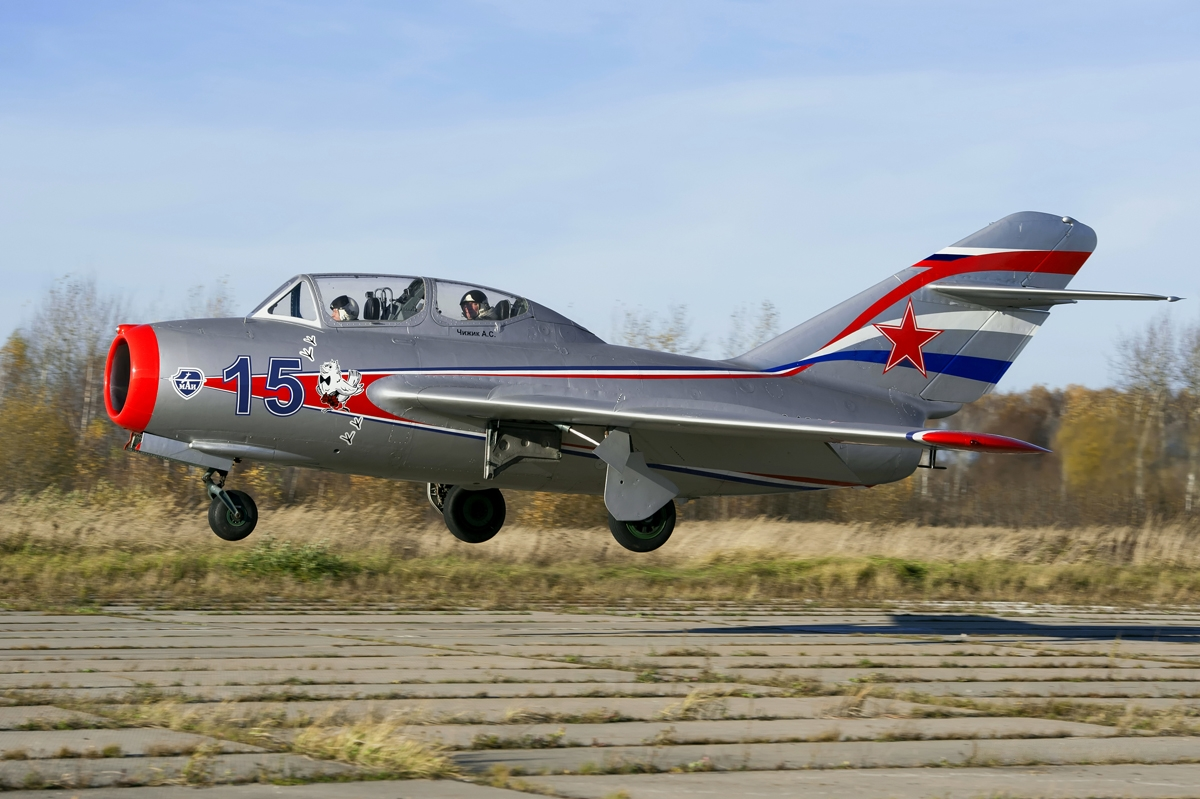
Ugyanilyen gépben lelte halálát a világ első űrhajósa 1968. március 27-én

Gagarin 1967-ben, a Szojuz–1 katasztrófája után a Zvjozdocsnij gorodokban kiképzést vezette. Ezzel párhuzamosan újból elkezdett vadászgépen repülni. 1968. március 27-én ő és kiképzője, Vlagyimir Szerjogin életét vesztette egy MiG–15-ben rutinrepülés közben. A baleset körülményei sokáig tisztázatlanok voltak, a hivatalos vizsgálat eredményeit részleteiben nem közölték, így az évtizedek során sok találgatás látott napvilágot.
Egy 1986-os tanulmány szerint gépük egy másik sugárhajtású gép csóvájába került. Az időjárás sem volt kedvező, ez is hozzájárulhatott a balesethez.
2003-ban Igor Kuznyecov a hivatalos verzióval szemben a hibás repülési szabályokat okolta a balesetért. Véleménye szerint a kabin dehermetizálódott, és a nyomáscsökkenés a pilóták ájulásához vezetett.
A sok találgatást kiváltó esetről Alekszandr Sztyepanov, az elnöki levéltár egyik osztályvezetője 2011. április 8-i moszkvai sajtóértekezletén jelentette ki az eddig titkos, de most nyilvánossá vált dokumentumokra hivatkozva, Jurij Gagarin halálát baleset okozta. A bizottság vizsgálatának eredményeit tartalmazó, titkosítás alól feloldott iratok szerint egy meteorológiai ballon kikerülésére tett éles manőver a legvalószínűbb ok, ami miatt Gagarin repülőgépe lezuhant.
2011-ben Alekszandr Akimov annak a véleményének adott hangot, hogy a lezuhanáskor Alekszej Leonov által is hallott két dörrenés nem hangrobbanás volt, mint eddig gondolták, hanem a repülőgépre kilőtt két légvédelmi rakéta. Állítását a tulajdonában levő több, a lezuhant repülőgépből származó darabbal szerette volna bizonyítani.
2013-ban Leonov végül engedélyt kapott a valódi történet nyilvánosságra hozatalára. Eszerint a katasztrófa idején zajlott a Szu–15 vadászgép tesztje, ám a gép meghibásodott, és az előírt 10 000 méteres magasság helyett 450-500 méterre süllyedt, veszélyesen közel kerülve Gagarin és Szerjogin MiG–15-öséhez, ami a keletkező örvény miatt 55 másodperccel később lezuhant. A katasztrófa valós okát vélhetően azért titkolták hosszú ideig, mert az új vadászgép sikertelen tesztje – ami ráadásul egy nemzeti hős halálát okozta – súlyos presztízsveszteség lett volna a légierőnek.

## Katonai rendfokozatai
- Őrmester (1956. február 22.)[95]
- Hadnagy (1957. május 11.)
- Főhadnagy (1959. június 11.)
- Őrnagy (1961. december 4. – soron kívül, átlépve a századosi rangot)
- Alezredes (1962. december 6.)
- Ezredes (1963. november 11.)

## Tiszteletbeli címek és kitüntetések

### Repülés utáni első elismerés
A Szovjetunió kormányától kapott juttatásai:
- 15 000 rubel
- Volga autó (GAZ–21)
- bútorozott négyszobás szolgálati lakás
- ajándékok
- A szovjet kormány javaslatára soron kívül őrnagyi rangba léptették elő főhadnagyi rangból (átlépve a századosi rendfokozatot)[96]

### Kitüntetések

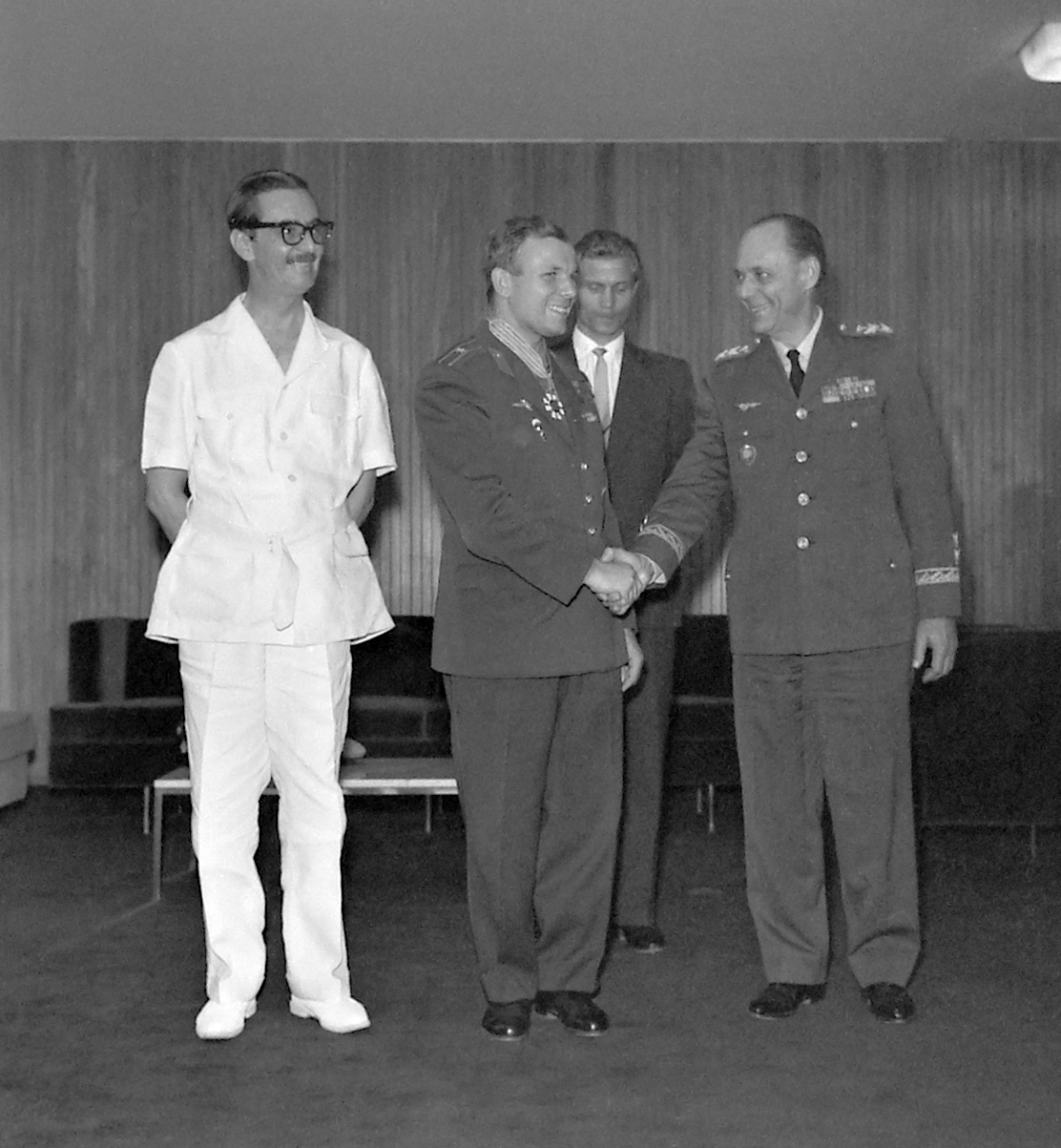
Jânio Quadros brazil elnök köszönti Gagarint Brazíliában (1961)

- A Szovjetunió Hőse (1961. április 14.)
- Lenin-rend (1961. április 14.)
- A szocialista munka hőse (Csehszlovák Szocialista Köztársaság, 1961. április 29.)
- A szocialista munka hőse (Bolgár Népköztársaság, 1961. május 24.)
- Georgi Dimitrov érdemérem (Bolgár Népköztársaság, 1961. május 24.)
- Indonézia Csillagrendje, 2. Fokozat (Indonézia, 1961. június 10.)
- Grunwald Kereszt, első osztály (Lengyelország, 1961. június 20.)
- A Szovjetunió Pilóta-Űrhajósa (1961. június 27.)
- Playa Girón Érdemrend, elsőként Gagarin kapta meg (Kuba, 1961. július 18.)
- „Az űrhajózásban elért teljesítményért” érdemérem (Brazília, 1961. augusztus 2.)
- Dél Keresztje érdemérem (Brazília, 1961. augusztus 3.)
- A Magyar Népköztársaság Zászlórendje, első fokozat gyémántokkal (Magyarország, 1961. augusztus 21.)
- A Szovjetunió sportjának érdemes mestere (1961)
- Első osztályú katonai pilóta (1961, az űrrepülés elismeréseként)
- A British Interplanetary Society aranyérme (1961)
- Tiszteletbeli szuvorovos (A moszkvai Szuvorov Katonai iskola, 1962)
- A Nílus Rend nyaklánca (Egyiptom, 1962. január 31.)
- Afrika Csillaga érdemérem (Libéria, 1962. február 6.)
- A munka hőse (Vietnámi Demokratikus Köztársaság, 1962. április 28.)
- Ausztria kormányának Arany Érdemrendje (1962)
- Karl Marx Érdemrend (Német Demokratikus Köztársaság, 1963. október 22.)
- A nagy honvédő háború 1941–1945 huszadik évfordulójára kiadott jubileumi érdemérem (Szovjetunió, 1965. május 9.)
- Kiemelkedő Szolgáltért érdemérem, harmadik fokozat (Szovjetunió, 1966. március)
- Klement Gottwald Rend (Csehszlovák Szocialista Köztársaság)
- 50 éves a Szovjetunió hadereje jubileumi érem (Szovjetunió, 1968. január)
- Konsztantyin Ciolkovszkij-aranyérem „a bolygóközi kommunikációban végzett kiemelkedő munkáért” (Szovjetunió)
- De la Vaulx-érem (FAI)
- „Ember az űrben” aranyérem és diploma az Olasz Világűr Szövetségtől
- A kiválóságért aranyérem és a Királyi Svéd Aero Club diplomája
- Columbus érem (Olaszország)
- Saint-Denis város aranyérme (Franciaország)
- A Mazzotti Alapítvány aranyérme „A bátorságért” (Olaszország, 2007)

Forrás

### Tisztségek
- A Szovjet–Kubai Baráti Társaság elnöke[97]
- A Finnország–Szovjetunió Társaság tiszteletbeli tagja
- A Nemzetközi Asztronautikai Akadémia tiszteletbeli tagja

Mindezeken felül számos közterület, utca, park névadója lett a világ első űrhajósa és számos város avatta díszpolgárává.

## Emlékezete

### Helynevek
- Gzsatszk városát és ezáltal a Gzsatszki járást Gagarin várossá és Gagarini járássá nevezték át 1968-ban.[98]
- Üzbegisztánban a korábban Kirim és Pahta-Aral nevű településekből jött létre Gagarin városa.[99]
- Az Antarktiszon egy hegyvonulatot neveztek el Jurij Gagarin-hegység néven (a központi pont koordinátái: d. sz. 71° 57′ 00″, k. h. 9° 23′ 00″71.950000°S 9.383333°E), amelyet a térképen az 1961-es Szovjet–Antarktisz–Expedíció jelölt meg, és 1965-ben vált hivatalos elnevezéssé.[100]
- A Gagarin-gleccser kapta a nevét az űrhajósról, amely egy völgygleccser Kazahsztánban a Dzsungáriai Alatau hegység északi lejtőjén.[101]
- Örményországban egy falu kapta a Gagarin nevet.[102]

### Emlékművek

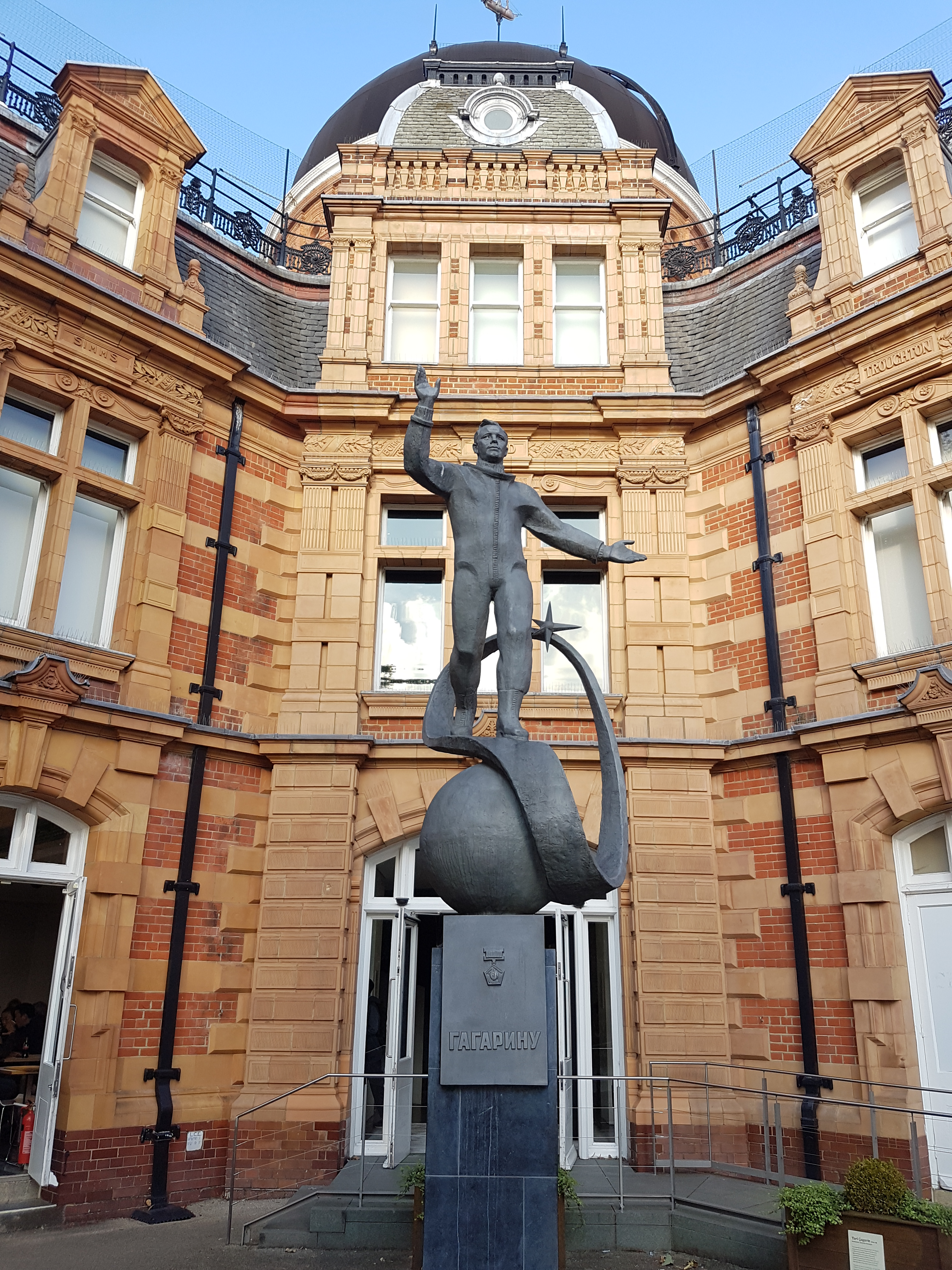
Jurij Gagarin emlékműve Greenwichben

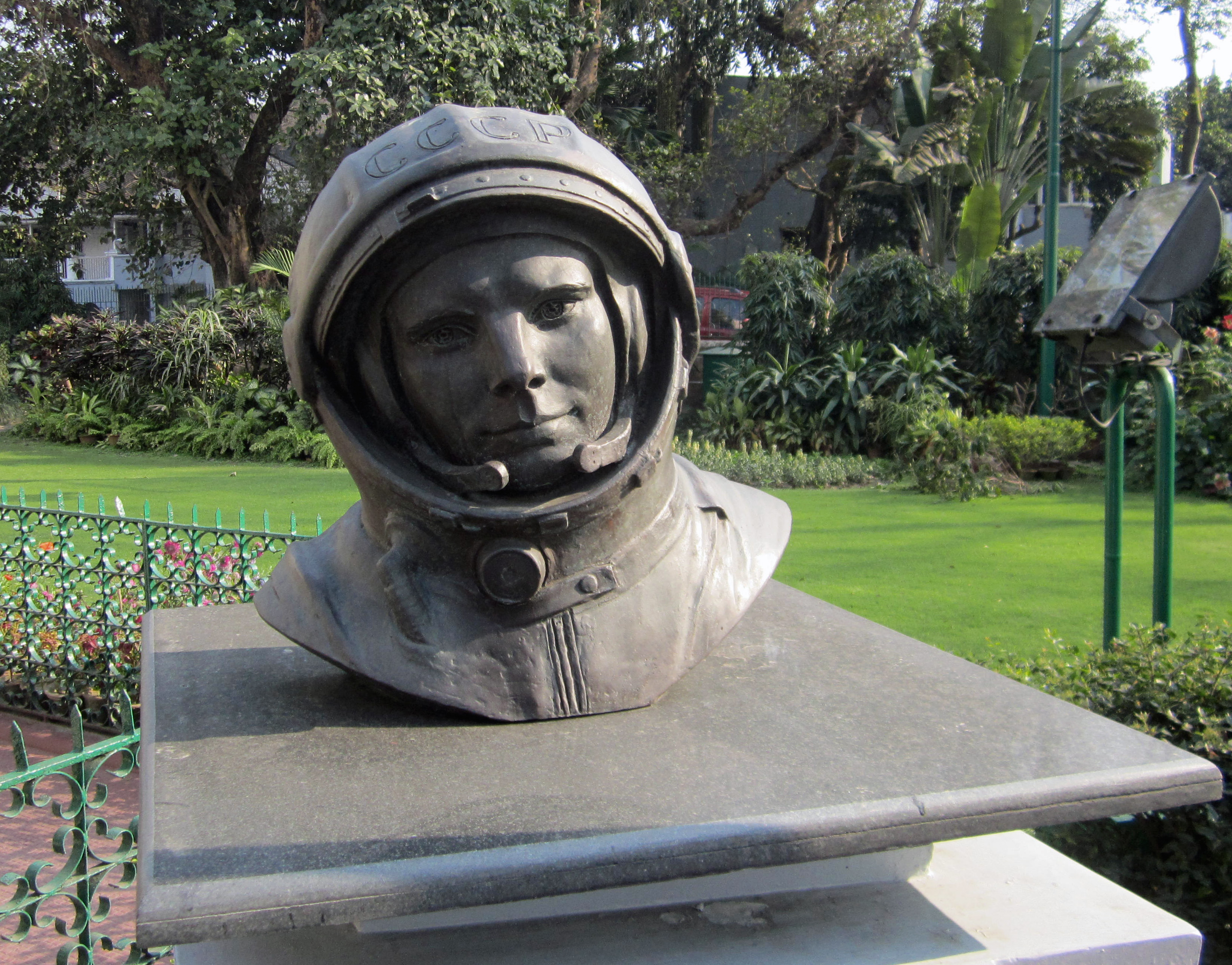
Gagarin mellszobra Kolkatában

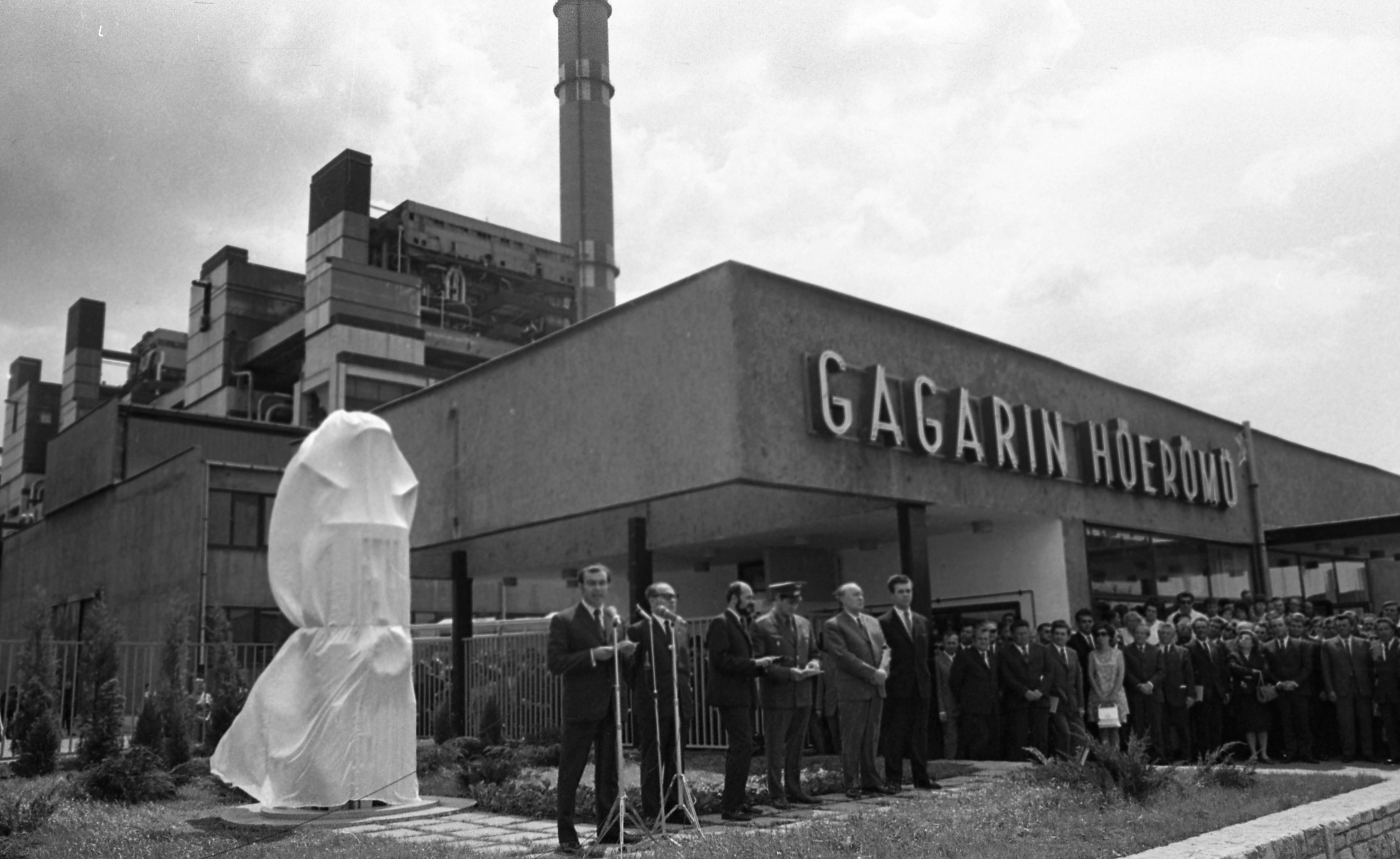
A Gagarin Hőerőmű és a Thorez Bánya ünnepélyes átadása, az emlékmű avató ünnepsége Visontán

2018-ban a világon 250-nél több hivatalos emlékmű és mellszobor volt az űrhajósnak állítva. Ezek közül az ismertebbekː
- Gagarin-emlékmű Moszkvában – a 42,5 m magas emlékművet 1980. július 4-én adták át a város Gagarin terén. A Balasihai Öntöde és Mechanikai Gyár Jurij Gagarinról készült szobra speciális titánötvözetből készült, Pavel Bondarenko szobrász, Jakov Belopolszkij, F. M. Gazsevszkij és A. F. Szudakov tervező műve[104]
- Emlékmű Gagarin városában – 1974-ben leplezték le, Ju. G. Orehov szobrász és M. A. Smahov, V. A. Peterburzscev, A. V. Sztyepanov építészek alkotása[105]
- Emlékmű Greenwichben (London) – 2013 májusában készült el[106]
- Emlékmű Houstonban (USA) – 2012 októberében avatták fel[107]
- Emlékmű Ciolkovszkijban (egykori Uglegorszk község) az Amuri területen, a „Kelet kozmodróm” közelében – 2016. április 12-én, az űrhajózás napján avatták fel.
- Emlékmű Montenegróban – 2016. április 12-én adták át[108]
- Gagarin emlékműve Taskentben (Üzbegisztán) – 1979-ben leplezték le (G. Posztnyikov szobrász és S. Adilov építész műve.[109]
- Gagarin-emlékmű a Jizzax vilajet Mirzacho`l járásában, Gagarin városban az Üzbég Köztársaságban[110]
- Emlékmű és emléktábla Isimbajban a Baskír Köztársaságban.
- Kolomnában Az űr meghódítóinak emlékmű 1978. április 14-én készült el (Valerij Kadzsaj szobrász és Tengiz Abuladze építész alkotása[111]
- Jurij Gagarin-emlékmű a Juzsno-Szahalinszk város kulturális és rekreációs parkjának bejáratánál
- Emlékmű az űrhajósok rakpartján Szaratovban (szobrász Jurij Csernov). Az emlékművet bronzból öntötték 1990-ben a mityiscsi szoboröntő üzemben. Hivatalosan 1995. szeptember 30-án avatták fel.[112]
- Emlékmű Nicosiában (Ciprus) – 2013. április 15-én leplezték le Vlagyimir Uszov szobrász műve.[113]
- Gagarin és Koroljov-emlékmű – 2002-ben került jelenlegi helyére Taganrogban. Gagarint egy padon ülve ábrázolják Szergej Koroljov főkonstruktőrrel. A szokatlan megoldás a magasságkülönbség elfedésére szolgált.[114]
- Emlékmű Zlatousztban – 2012 szeptemberében készült el.
- Emlékmű az 1. számú iskola udvarán, Zlatousztban, a Cseljabinszki területen. Ez a város legrégebbi iskolája, ráadásul az udvarán 1961-ben elhelyezett mellszobor az első Gagarin-emlékmű Zlatousztban.
- Emlékmű Montpellier-ben (Franciaország) – 2017. október 5-én avatták fel.[115]
- Emlékmű Tiraszpolban, a Gagarin körúton, az egyetemi épületegyüttes közelében
- Emlékmű Arhangelszkben. 1984-ben adták át
- Mellszobor Joskar-Olában, a Gagarin sugárúton
- Mellszobor Azovban , a városi parkban – 1988. április 12-én leplezték le
- Mellszobor Nápolyban, a Capodimontei Obszervatóriumnál – 2017. november 16-án került átadásra[116]
- Emléktábla a Bendor-szigeten (Franciaország) – 2018. június 16-án leplezték le[117]
- Szobor Almati városában (Kazahsztán), a Gagarin sugárúton – 2018. december 27-én avatták fel. A mű Jurij Gagarint ábrázolja egy padon ülve egy szkafanderben. A műtárgy bronzból készült.[118]
- Emlékmű Jurij Gagarin űrhajós tiszteletére Novorosszijszkban, ahol a a városi planetárium mellett látható Vosztok-1 űrhajó modellje mellett állították fel a művet.
- Jurij Alekszejevics Gagarin emlékműve Foroszban[119]
- Mellszobor Clevelandben (USA) – 2019 augusztusában mutatták be[119]
- Mellszobor Fiumében (Horvátország) – 2020. március 6-án avatták fel[120]
- Magyarországon Visontán a hőerőmű bejáratánál állítottak Gagarin-emlékművet, amelyet 1973. május 25-én avattak fel.[121]
- Gyulaházán – Farkas Bertalan szülőfalujában – 2011. november 3-án avattak az orosz kormány által adományozott szobrot.[122]

### Hajók, repülőgépek
- A Koszmonavt Jurij Gagarin távközlési hajó (tudományos kutatóhajó) volt, 1996-ban bontásra eladták Indiába[123]
- Jurij Gagarin nevét viseli az EK-95015 lajstromjelű Szuhoj Superjet 100 repülőgép[124]

### Díjak kitűzők
- Az Orosz Föderáció kormánya 2011-ben megalapította az űrtevékenység terén elért eredményekért odaítélt Ju. A. Gagarin-díjat.[125]
- Az asztronautikában a Jurij Gagarin aranyérmet az űrkutatáshoz való hozzájárulásukért az űrhajósok és űrhajósok kapják. A díjat az Orosz Szövetségi Űrügynökség alapította.[126]
- A Kontinentális Jégkorong Liga legmagasabb díját, Gagarin-kupának hívják, amelyet 2008-ban hoztak létre. (Maga Gagarin néha jégkorongozott, és a CSZKA Moszkvának szurkolt).[127]

### Űrobjektumokon

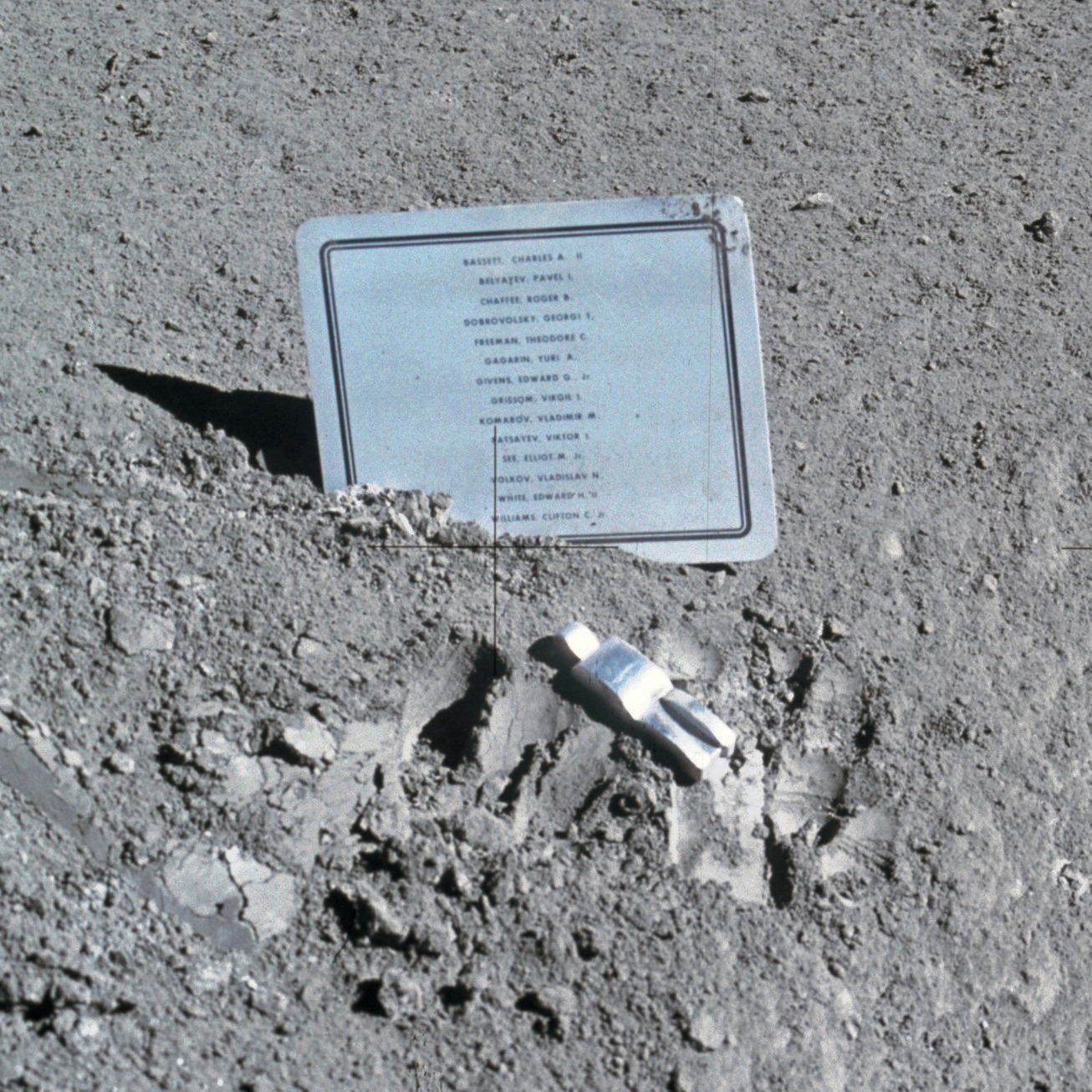
Az Apollo–15 által tisztelgésül hátrahagyott plakett és szobor az elhunyt űrhajósok neveivel

Tisztelgésül a világ első űrhajósa előtt, Neil Armstrong és Buzz Aldrin Gagarin egy kitüntetését vitték magukkal az Apollo–11 útjára és a Hold felszínén hagyták azt a holdsétájuk alkalmával.
1971-ben egy másik holdexpedíció, az Apollo–15 űrhajósai is magukkal vittek és a leszállóhelyükön, a Hadley-Appenninek leszállóhelyen hátrahagytak egy plakettet és egy alumínium szobrot Elesett űrhajósok címmel a balesetekben elhunyt szovjet és amerikai űrhajósok – köztük Jurij Gagarin – tiszteletére.
A Nemzetközi Csillagászati Unió a Ljudmila Csernih szovjet csillagász által 1968. február 6-án felfedezett 1968CB jelű kisbolygót Jurij Gagarinról nevezte el, hivatalos megjelölése szerint 1772 Gagarin néven. Gagarin nevét holdkráter is őrzi, a Nemzetközi Csillagászati Unió a Hold túlsó oldalán, a déli féltekén egy 265 km átmérőjű ősi becsapódásos krátert nevezett el a világ első űrhajósáról.

### Bélyegek, érmék
|                                   | | | |                                                                                               |  |
| Szovjetunió postai blokkja (1976) | Jurij Gagarin születésének 75. évfordulója alkalmából készült postabélyeg egy korábban publikálatlan fényképpel, amelyet 1961. április 12-én készítettek, közvetlenül a Vosztok űrhajó leszállása után | Jubileumi bimetál érme 10 rubel címletben, 2001-ben verték az első emberrel végzett űrrepülés 40. évfordulójára | 2 rubel címletű réz-nikkel emlékérme, amelyet 2001-ben vertek az első űrrepülés 40. évfordulója alkalmából | 1000 rubel emlékérme, amelyet 2011-ben vertek az első emberrel űrbe repülés 50. évfordulójára |  |

### Film, zenemű
- A. Pahmutova és N. Dobronravov írt dalciklust Gagarin csillagkép címen az űrhajós halála után. A ciklus egyik legnépszerűbb dala: „Tudod, milyen fickó volt” (Jurij Guljajev előadásában).[132]
- A Tűz megszelídítése egy 1972-es játékfilm, amelyben az első űrhajós szerepét (a filmben nem nevezik meg név szerint) Anatolij Cselombityko – később tudós, Gagarin hasonmása – játszotta.
- Így kezdődött a legenda – 1976-os játékfilm (Oleg Orlov).[133]
- Űrverseny – TV-sorozat 2005 (Vitalij Ursu).
- Gagarin. Az első az űrben – játékfilm 2013-ból (Jaroszlav Zsalnyin).
- Jurij Gagarin el nem mondott meséi – a Vice magazin (Kanada) tíz éven keresztül adta ki a képregény sorozatát, amelynek főszereplője Gagarin volt. A képregény szerzői K. Lavis és M. Shcherbovsky kanadai animátorok voltak.
- Anna Tyimofejevna Gagarina – Gagarin anyja – : A szív emlékezete – Ju. A. Gagarin emlékei (Írta: T. Kopilova. – 2. kiadás – a Novosztyi sajtóügynökség kiadója, 1986 – 220 oldal – (APN könyvtár).[134]
- Valentyin Alekszejevics Gagarin: Jurij bátyám – Történet Ju. A. Gagarinról (Moszkovszkij Rabocsij kiadó, 1979. – 384 oldal)

Magyarországon a Mátrai Erőmű neve, 1968-tól 1992-ig Gagarin Hőerőmű Vállalat volt.

## Összeesküvés-elméletek

### „Nem Gagarin volt az első”
Időrendben az első ember űrbe jutását érintő találgatás egy Gagarin repülésének 40. évfordulója alkalmából készített médiahack alapján elterjed hír volt, miszerint a náci Németország juttatott először embert az űrbe, akit azonban nem tudott visszahozni.
A szovjet űrprogrammal kapcsolatos találgatások szerint több ember is megelőzte Gagarint az űrben, ám ők szerencsétlenül jártak, így Gagarin csak abban volt első, hogy életben is maradt az űrrepülés után. Elsőként Pjotr Dolgovot jelölték meg, mint a világ első űrhajósát, aki 1960. október 11-én hajtott végre űrrepülést – amelyet török, japán, svéd, angol és olasz rádió követőállomások erősítettek meg –, ám a visszatérés során problémák adódtak, és az űrhajós belehalt a tervezett 8 g lassulás helyett dupla akkora erőhatásba. Dolgov alezredes valós személy volt, de halála később, 1962. november 1-jén következett be, amikor egy extrém magasságú ejtőernyősugrásnál az űrruhája kihermetizálódott, ő maga pedig holtan ért le a földre.
Az űrlegendák szerint két hónappal az állítólagos Dolgov-baleset után egy újabb űrhajós, Gennagyij Zavadovszkij őrnagy indult a világűrbe titokban, ám a repülés végén a fékezőrakéták rossz irányba fejtettek ki erőt, a leszállás helyett tovább emelve az űrhajó pályáján, amely elviselhetetlenül hosszúra nyújtotta a repülési időt. A kabin 2 hét múltán tért vissza a Földre, de a levegő négy nap után elfogyott, az állítólagos űrhajóst halálra ítélve. Zavadovszkij is valós személy, pilóta volt, különleges magassági teszteken vett részt.
Az összeesküvés-elméletek hívői 1961. február 4-re is tesznek egy sikertelen szovjet próbálkozást az ember világűrbe juttatására. Eszerint Gennagyij Mihajlov őrnagy vett részt egy űrrepülésen, ám az űrhajós szívrohamot kapott a repülés során, és mire az űrhajót lehozta az irányítás, utasa már halott volt. Majd alig két héttel a Mihajlov-incidens után újabb két űrhajós „halt meg”: 1961. február 17-én egy Lunyik szondában egy férfi és egy női űrhajós (egyes források szerint házaspár) indult egy, a Holdat megkerülő küldetésre, ám Föld körüli pályán ragadtak, ahol február 24-ig tartották velük a rádiókapcsolatot, amely akkor titokzatos módon megszakadt, és a páros sorsa onnantól kezdve ismeretlen.

### „Gagarin nem járt az űrben”
Más vélekedések szerint Gagarin nem is járt az űrben. A legszélesebb körben elterjedt, legjelentősebb elmélet szerint 1961. április 7-én (vagy április 10-én) Vlagyimir Iljusin (Szergej Iljusin repülőgép-tervező fia) jutott fel elsőként a világűrbe. A hír szerint Iljusint azonban nem lehetett bemutatni mint a világ első űrhajósát, mivel a visszatéréskor súlyosan megsérült (egy másik változat szerint egy hiba folytán Kínában ért földet, ahol egy évig fogságban tartották). Ezért a szovjetek Gagarinnal egy színjátékot játszottak el, amelynek során az űrhajós beszállt a Vosztokba, majd amikor az őt búcsúztató munkások visszahúzódtak a munkahelyeikre, egy titkos hátsó ajtón elhagyta az indítótornyot, a rakéta nélküle startolt el, végül a leszállási körzetben egy beöltözött ejtőernyőst dobtak le, akit a KGB dokumentáltan kimenthetett. Aztán a világnak bemutatták Gagarint. Az egész elmélet egy külföldi újságíró által április 7-én nyilvánosságra hozott pletykán, Iljusin egy korábbi autóbalesetből származó súlyos sérülésén és azon a megfigyelésen alapult, hogy Gagarin felszállás előtti fotóiról hiányzik a sisakon levő CCCP felirat, míg a leszállás után már ott díszeleg a helyén.

## Kötete magyarul
- Utazás a világűrben – Az első űrhajós pilóta feljegyzései, irodalmi feldolgozás: Nyikolaj Gyenyiszov és Szergej Borzenko, fordítás: Rajna Béla, Táncsics, Budapest, 1962

## Fordítás
- Ez a szócikk részben vagy egészben  a(z)   Гагарин,_Юрий_Алексеевич című orosz Wikipédia-szócikk ezen változatának fordításán alapul.  Az eredeti cikk szerkesztőit annak laptörténete sorolja fel. Ez a jelzés csupán a megfogalmazás eredetét és a szerzői jogokat jelzi, nem szolgál a cikkben szereplő információk forrásmegjelöléseként.
- Ez a szócikk részben vagy egészben  a   Yuri Gagarin című angol Wikipédia-szócikk ezen változatának fordításán alapul.  Az eredeti cikk szerkesztőit annak laptörténete sorolja fel. Ez a jelzés csupán a megfogalmazás eredetét és a szerzői jogokat jelzi, nem szolgál a cikkben szereplő információk forrásmegjelöléseként.